# Eadweard Muybridge
Eadweard Muybridge (/ˌɛdwərd ˈmaɪbrɪdʒ/; 9 tháng 4 năm 1830 – 8 tháng 5 năm 1904, tên khai sinh là Edward James Muggeridge) là một nhiếp ảnh gia người Anh được biết đến với công việc tiên phong trong các nghiên cứu nhiếp ảnh về chuyển động và công việc ban đầu trong lĩnh vực chiếu phim chuyển động. Ông lấy tên cá nhân là "Eadweard" làm dạng Anglo-Saxon ban đầu của "Edward", và họ "Muybridge", tin rằng nó giống cổ xưa.

Ngựa phi nước đại, hoạt hình sử dụng ảnh của Muybridge

Sinh ra ở Kingston upon Thames thuộc Vương quốc Anh, ở tuổi 20, ông di cư đến Mỹ với tư cách là một người bán sách, đầu tiên đến Thành phố New York, và cuối cùng đến San Francisco. Năm 1860, ông lên kế hoạch cho một chuyến trở lại châu Âu, và bị thương nặng ở đầu trong một vụ tai nạn xe ngựa ở Texas trên đường đi. Ông đã dành vài năm tiếp theo để phục hồi sức khỏe ở Kingston upon Thames, nơi anh ấy học nhiếp ảnh chuyên nghiệp, học quy trình ghép ảnh tấm ướt và giành được ít nhất hai bằng sáng chế của Anh cho phát minh của mình. Ông trở lại San Francisco vào năm 1867, một người có tính cách thay đổi rõ rệt. Năm 1868, ông trưng bày những bức ảnh lớn về Thung lũng Yosemite, và bắt đầu bán những bức ảnh nổi phổ biến về tác phẩm của mình.
Năm 1874, Muybridge bắn chết Thiếu tá Harry Larkyns, người tình của vợ ông ta, nhưng được tuyên trắng án trong một phiên tòa xét xử gây tranh cãi của bồi thẩm đoàn, với lý do giết người chính đáng. Năm 1875, ông đã đi du lịch hơn một năm ở Trung Mỹ trong một chuyến thám hiểm chụp ảnh.
Ngày nay, Muybridge được biết đến nhiều nhất với bức ảnh chụp thời gian tiên phong về chuyển động của động vật từ năm 1878 đến năm 1886, sử dụng nhiều máy ảnh để chụp các vị trí khác nhau trong một sải chân, và cho kính zoopraxiscope của ông, một thiết bị để chiếu các hình ảnh chuyển động được vẽ từ đĩa thủy tinh có niên đại trước dải phim đục lỗ linh hoạt được sử dụng trong quay phim. Từ năm 1883–1886, ông bước vào thời kỳ làm việc hiệu quả tại Đại học Pennsylvania ở Philadelphia, tạo ra hơn 100.000 hình ảnh động vật và con người đang chuyển động, đôi khi ghi lại những gì mắt người không thể phân biệt được là những khoảnh khắc riêng biệt trong thời gian..
Trong những năm cuối đời của mình, Muybridge đã có nhiều bài thuyết trình và giới thiệu công chúng về nhiếp ảnh và chuỗi phim chuyển động ban đầu của mình, thường xuyên đi du lịch ở Anh và Châu Âu để công khai tác phẩm của mình ở các thành phố như Luân Đôn và Paris. Ông cũng đã biên tập và xuất bản các bộ sưu tập tác phẩm của mình, một số trong số đó vẫn còn được in cho đến ngày nay, điều này có ảnh hưởng lớn đến các nghệ sĩ thị giác và các lĩnh vực nhiếp ảnh khoa học và công nghiệp đang phát triển. Ông về hưu ở quê hương Anh vào năm 1894. Năm 1904, năm ông mất, Bảo tàng Kingston được mở tại quê hương ông và nơi đây tiếp tục lưu giữ một bộ sưu tập đáng kể các tác phẩm của ông trong một phòng trưng bày chuyên dụng.

## Tên gọi
Edward James Muggeridge sinh ra và lớn lên ở Anh. Muggeridge đã đổi tên nhiều lần, bắt đầu bằng "Muggridge". Từ năm 1855 đến năm 1865, ông chủ yếu sử dụng họ "Muygridge".
Từ năm 1865 trở đi, ông sử dụng họ "Muybridge".
Ngoài ra, ông đã sử dụng bút danh Helios (Titan của mặt trời) cho những bức ảnh ban đầu của mình. Ông cũng sử dụng nó làm tên studio của mình và đặt nó cho con trai duy nhất của mình, làm tên đệm: Florado Helios Muybridge, sinh năm 1874.
Khi đi du lịch vào năm 1875 trong một chuyến thám hiểm nhiếp ảnh ở các quốc gia nói tiếng Tây Ban Nha tại Trung Mỹ, nhiếp ảnh gia đã quảng cáo các tác phẩm của mình dưới tên "Eduardo Santiago Muybridge" ở Guatemala.
Sau chuyến đi đến Anh năm 1882, ông đã thay đổi cách viết tên đầu tiên của mình thành "Eadweard", dạng tiếng Anh cổ của tên ông. Cách viết này có lẽ bắt nguồn từ cách viết tên Thiên chúa giáo của Vua Edward được thể hiện trên giá đỡ của tảng đá đăng quang Kingston, được dựng lại vào năm 1850 tại quê hương của Muybridge, cách ngôi nhà thời thơ ấu của gia đình ông 100 thước. Ông đã sử dụng "Eadweard Muybridge" trong phần còn lại của sự nghiệp.
Những người khác thường viết sai chính tả họ của ông là "Maybridge", "Moybridge" hoặc "Mybridge". Bia mộ của ông mang tên ông là "Eadweard Maybridge".

## 1830–1850: Cuộc sống ban đầu và gia đình

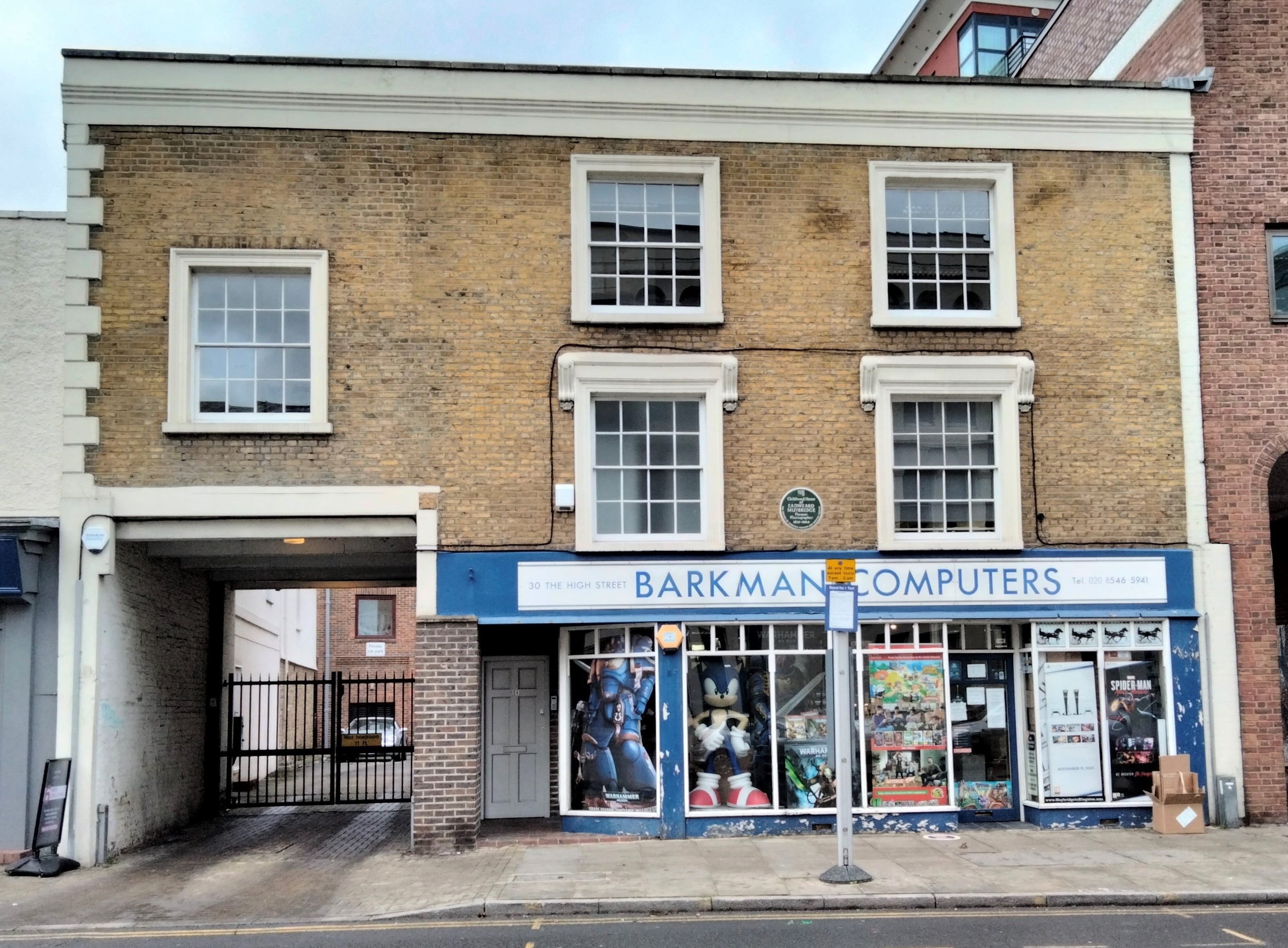
Ngôi nhà thời thơ ấu của Muybridge ở Kingston upon Thames

Edward James Muggeridge sinh ra ở Kingston upon Thames, tại quận Surrey ở Anh (nay là Đại Luân Đôn), vào ngày 9 tháng 4 năm 1830 với John và Susanna Muggeridge; ông có ba anh em trai. Cha của ông là một thương gia buôn bán ngũ cốc và than, với không gian kinh doanh ở tầng trệt ngôi nhà của họ cạnh sông Thames tại Đường số 30. Gia đình sống trong những căn phòng trên. Sau khi cha ông mất năm 1843, mẹ ông tiếp tục công việc kinh doanh.
Những người em họ trẻ hơn của ông là Norman Selfe (1839–1911) và Maybanke Anderson (nhũ danh Selfe; 1845–1927), cũng trải qua một phần thời thơ ấu của họ ở Kingston upon Thames. Họ chuyển đến Úc và Norman, theo truyền thống gia đình, trở thành một kỹ sư nổi tiếng, trong khi Maybanke nổi tiếng với tư cách là một người khổ sai.
Ông bà lớn của ông là Robert Muggeridge và Hannah Charman, chủ một trang trại. Con trai lớn nhất của họ John Muggeridge (1756–1819) là ông nội của Edward; ông ấy là một người đóng quân đã dạy Edward kinh doanh. Một số chú và anh chị em họ, bao gồm Henry Muggeridge (Cảnh sát trưởng Luân Đôn), là những người buôn bán ngô ở Thành phố Luân Đôn. Tất cả đều sinh ra ở Banstead, Surrey. Em trai của Edward là George, sinh năm 1833, sống với chú của họ là Samuel vào năm 1851, sau cái chết của cha họ vào năm 1843.

## 1850–1860: Bán sách ở Mỹ
Ở tuổi 20, Muybridge quyết định tìm kiếm tài sản của mình. Ông từ chối lời đề nghị cho tiền của bà mình, nói rằng "Không, cảm ơn bà, cháu sẽ tạo dựng được tên tuổi cho chính mình. Nếu cháu thất bại, bà sẽ không bao giờ nghe về cháu nữa". Muybridge di cư đến Hoa Kỳ, đến thành phố New York vào năm 1850. Tại đây, ông có thể là đối tác trong công ty kinh doanh sách Muygridge & Bartlett cùng với một sinh viên y khoa, tồn tại khoảng một năm. Anh ấy đã dành những năm đầu tiên để nhập khẩu và bán sách từ Vương quốc Anh, và làm quen với nhiếp ảnh từ rất sớm thông qua việc làm quen với nhà nhiếp ảnh gia người New York Silas T. Selleck.
Muybridge đến New Orleans vào tháng 1 năm 1855, và đã được đăng ký ở đó như một đại lý sách vào tháng 4.
Muybridge có lẽ đã đến California vào khoảng mùa thu năm 1855, khi nó vẫn chưa là một tiểu bang trong hơn 5 năm. Ông đến thăm thủ phủ mới của tiểu bang, Sacramento, với tư cách là một đại lý bán sách Shakespeare có minh họa vào tháng 4 năm 1856, và ngay sau đó định cư tại 113 Phố Montgomery ở San Francisco. Từ địa chỉ này, ông đã bán sách và nghệ thuật (chủ yếu là bản in), tại một thành phố vẫn là "thủ đô của Cơn sốt vàng" đang bùng nổ ở "Miền Tây hoang dã". Đã có 40 hiệu sách và hàng chục studio chụp ảnh trong thị trấn, và ông thậm chí còn chia sẻ địa chỉ của mình với một thư viện ảnh, ngay bên cạnh một hiệu sách khác. Anh hợp tác với W.H. Oakes làm thợ khắc và nhà xuất bản các bản in thạch bản, và vẫn hoạt động như một đại lý sách cho Công ty In và Xuất bản Luân Đôn.
Vào tháng 4 năm 1858, Muybridge chuyển cửa hàng của mình đến số 163 phố Clay, nơi người bạn của ông là Silas Selleck hiện có một phòng trưng bày ảnh. Muybridge từng là thành viên của Viện Cơ học tại Thành phố San Francisco. Năm 1859, ông được bầu làm một trong những giám đốc của Hiệp hội Thư viện Thương mại San Francisco.
Muybridge đã bán những bức ảnh phong cảnh ban đầu của Carleton Watkins, cũng như những bản sao chụp ảnh của các bức tranh. Vẫn chưa rõ liệu Muybridge có đích thân tạo ra những bản sao như vậy hay không, hoặc làm quen với các kỹ thuật chụp ảnh theo bất kỳ hình thức nào trước năm 1860, mặc dù Muybridge tuyên bố vào năm 1881 rằng ông "đến California vào năm 1855, và hầu hết thời gian kể từ năm 1860 (...) đã siêng năng, và lúc đồng thời rất chăm học, đã tham gia vào lĩnh vực nhiếp ảnh".
Anh trai của Edward là George Muygridge đến San Francisco vào năm 1858 nhưng chết vì bệnh lao ngay sau đó. Người em út Thomas S. Muygridge của họ đến vào năm 1859, và rõ ràng là Edward đã lên kế hoạch ngừng hoạt động kinh doanh cho cửa hàng sách của mình. Vào ngày 15 tháng 5 năm 1860, Edward đã công bố một thông báo đặc biệt trên tờ Bulletin: "Ngày này tôi đã bán cho anh trai tôi, Thomas S. Muygridge, toàn bộ Kho sách, Bản khắc, v.v. của tôi.(...) Tôi sẽ rời New York, London, Berlin, Paris, Rome và Vienna, v.v. vào ngày 5 tháng 6." Mặc dù ông đã thay đổi kế hoạch của mình, nhưng cuối cùng ông đã bắt một chiếc xe ngựa xuyên quốc gia vào ngày 2 tháng 7 để bắt một con tàu ở New York.

## 1860–1866: Tai nạn nghiêm trọng, phục hồi sức khỏe, bằng sáng chế sớm và sự nghiệp ngắn ngủi với tư cách là nhà đầu tư mạo hiểm
Vào tháng 7 năm 1860, Muybridge bị chấn thương ở đầu trong một vụ va chạm mạnh bạo lực trên xe ngựa chạy ở biên giới Texas, khiến tài xế và một hành khách thiệt mạng, và làm bị thương nặng mọi hành khách khác trên tàu. Muybridge bị đẩy ra khỏi xe và đập đầu vào đá hoặc vật cứng khác.:1–2 Ông tỉnh dậy trên giường bệnh ở Fort Smith, Arkansas, không có hồi ức về 9 ngày sau khi dùng bữa tối tại một cabin bên đường cách đó 150 dặm (240 km), không lâu trước vụ tai nạn. Ông bị đau đầu nặng, nhìn đôi, điếc, mất vị giác và khứu giác, và lú lẫn. Sau đó, người ta khẳng định rằng tóc của ông đã chuyển từ nâu sang xám trong ba ngày. Các vấn đề vẫn tồn tại hoàn toàn trong ba tháng và ở mức độ nhẹ hơn trong một năm.
Arthur P. Shimamura, một nhà tâm lý học thực nghiệm tại Đại học California, Berkeley, đã suy đoán rằng Muybridge bị chấn thương đáng kể đối với vỏ não trước có lẽ cũng mở rộng đến thùy thái dương trước, có thể dẫn đến một số hành vi cảm xúc, lập dị được báo cáo bởi những người bạn trong những năm sau này, cũng như giải phóng sự sáng tạo của ông khỏi sự kìm hãm của xã hội thông thường. Ngày nay, vẫn còn rất ít phương pháp điều trị hiệu quả cho loại chấn thương này.:2
Muybridge được điều trị tại Fort Smith trong ba tuần trước khi đến bác sĩ ở thành phố New York. Ông trốn khỏi sự ồn ào của thành phố và ở lại vùng nông thôn. Sau đó, ông quay trở lại New York trong sáu tuần và kiện công ty sân khấu, công ty đã thu về cho ông khoản bồi thường 2.500$. Cuối cùng, anh ấy cảm thấy đủ khỏe để đi du lịch đến Anh, nơi anh ấy được chăm sóc y tế từ Sir William Gull (người cũng là bác sĩ riêng của Nữ hoàng Victoria), và được chỉ định kiêng thịt, rượu và cà phê trong hơn một năm. Gull cũng khuyến nghị nghỉ ngơi và các hoạt động ngoài trời, đồng thời cân nhắc thay đổi nghề nghiệp.:3
Muybridge ở với mẹ của mình ở Kennington và sau đó với dì của mình khi ở Anh. Muybridge sau đó nói rằng anh đã trở thành một nhiếp ảnh gia theo gợi ý của Gull.:3 Tuy nhiên, trong khi chụp ảnh ngoài trời có thể giúp lấy lại không khí trong lành, việc kéo theo thiết bị nặng và làm việc với hóa chất trong phòng tối không tuân thủ các quy định về nghỉ ngơi mà Gull ưu tiên đưa ra.
Vào ngày 28 tháng 9 năm 1860, "E. Muggeridge, ở New York" đã nộp đơn xin cấp bằng sáng chế số của Anh. 2352 cho "Một phương pháp và thiết bị được cải tiến để in đĩa" thông qua luật sư August Frederick Sheppard ở Luân Đôn.
Vào ngày 1 tháng 8 năm 1861, Muygridge nhận được bằng sáng chế số của Anh. 1914 cho "Cải tiến máy móc hoặc thiết bị giặt quần áo và các sản phẩm dệt khác". Vào ngày 28 tháng 10, phiên bản tiếng Pháp của bằng sáng chế này đã được đăng ký. Ông đã viết một bức thư cho người chú Henry, người đã di cư đến Sydney (Úc), với thông tin chi tiết về các bằng sáng chế và anh cũng đề cập đến việc phải đến thăm châu Âu để kinh doanh trong vài tháng. Các phát minh của Muybridge (hay nói đúng hơn là: máy móc cải tiến) đã được trình diễn tại Triển lãm Quốc tế 1862.
Các hoạt động và nơi ở của Muybridge từ năm 1862 đến năm 1865 không được ghi chép đầy đủ. Ông đến Paris vào năm 1862 và một lần nữa vào năm 1864. Năm 1865, ông là một trong những giám đốc của Công ty Mỏ bạc hợp nhất Austin (limited) và Công ty Ottoman (limited)/Ngân hàng Thổ Nhĩ Kỳ (limited), dưới quyền mới của ông tên "Muybridge". Cả hai công ty đều tồn tại rất ngắn ngủi do Cuộc khủng hoảng năm 1866, và Muybridge chủ trì các cuộc họp, trong đó các công ty bị giải thể vào mùa xuân năm 1866.
Muybridge có thể đã chụp ảnh vào khoảng giữa năm 1861 và 1866. Ông có thể đã học quá trình collodion mảng ướt ở Anh, và có thể bị ảnh hưởng bởi một số nhiếp ảnh gia người Anh nổi tiếng trong những năm đó, chẳng hạn như Julia Margaret Cameron, Lewis Carroll và Roger Fenton. Tuy nhiên, vẫn chưa rõ ông đã học được bao nhiêu trước khi vụ tai nạn xảy ra và ông có thể đã học được bao nhiêu sau khi trở về Hoa Kỳ.

## 1867–1873: Helios, nhiếp ảnh gia miền Tây nước Mỹ

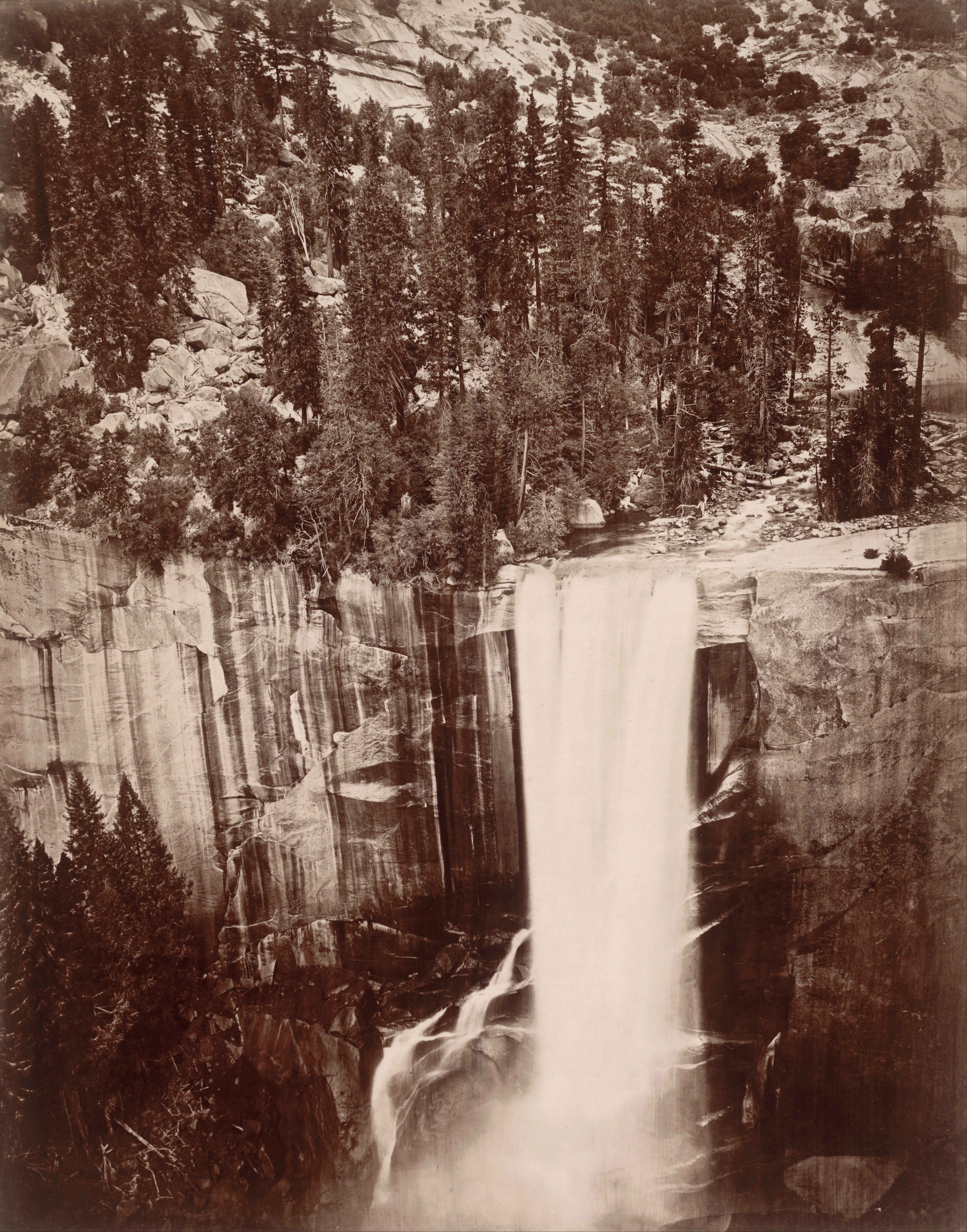
Bức ảnh chụp thác Vernal ở Yosemite của Eadweard Muybridge, 1872

Muybridge trở về San Francisco vào ngày 13 tháng 2 năm 1867 một người đàn ông đã thay đổi. Được biết, tóc của ông đã chuyển từ đen sang xám trong vòng ba ngày sau tai nạn năm 1860. Bạn bè và cộng sự sau đó nói rằng ông đã thay đổi từ một doanh nhân thông minh và dễ mến thành một nghệ sĩ lập dị.:3 Ông chăm chút hơn cho vẻ ngoài của mình, dễ bị kích động, có thể đột ngột phản đối mọi người và ngay sau đó hành động như không có chuyện gì xảy ra, và ông thường xuyên khai man các giao dịch kinh doanh đã được sắp xếp trước đó.:3 Sự quan tâm của ông về việc liệu ông có đánh giá một thứ gì đó là đẹp hay không đã trở nên mạnh mẽ hơn nhiều so với sự quan tâm của ông đối với tiền bạc; ông dễ dàng từ chối thanh toán nếu một khách hàng có vẻ hơi chỉ trích công việc của ông. Nhiếp ảnh gia Silas Selleck, người đã biết Muybridge từ New York từ khoảng năm 1852 và là bạn thân từ năm 1855, tuyên bố rằng ông khó có thể nhận ra Muybridge sau khi ông ta trở về.
Muybridge đã chuyển một chiếc xe ngựa hai bánh, một xe ngựa nhẹ thành một phòng tối di động để thực hiện công việc của mình, và với một logo ở mặt sau được đặt tên là "Helios' Flying Studio". Anh ấy đã có được các kỹ năng kỹ thuật thành thạo và con mắt của một nghệ sĩ, và trở nên rất thành công trong lĩnh vực nhiếp ảnh, tập trung chủ yếu vào các chủ đề phong cảnh và kiến trúc. Một quảng cáo năm 1868 cho biết nhiều đối tượng: "Helios sẵn sàng nhận hoa hồng để chụp các Căn hộ riêng, Trang trại, Nhà máy, Khung cảnh, Động vật, Tàu, v.v., ở bất kỳ đâu trong thành phố hoặc bất kỳ phần nào của Bờ biển Thái Bình Dương. Kiến trúc sư, Bản vẽ của Nhà khảo sát và Kỹ sư đã sao chép đúng theo tỷ lệ (sic). Bản sao chụp ảnh của Các bức tranh và Tác phẩm Nghệ thuật."
Muybridge liên tục mày mò với máy ảnh và hóa chất của mình, cố gắng cải thiện sức hút bán hàng cho các bức tranh của mình. Năm 1869, ông được cấp bằng sáng chế về "bóng bầu trời" để giảm xu hướng của bầu trời ngoài trời màu xanh lam dữ dội để tẩy trắng các hình ảnh của nhũ tương nhiếp ảnh nhạy cảm với màu xanh lam thời bấy giờ. Một bài báo được xuất bản vào năm 2017 và một tài liệu sách mở rộng mà Muybridge đã chỉnh sửa và sửa đổi rất nhiều về các bức ảnh của mình, chèn các đám mây hoặc mặt trăng, thậm chí thêm núi lửa vào các bức ảnh của mình để tạo hiệu ứng nghệ thuật.

### Quang cảnh San Francisco

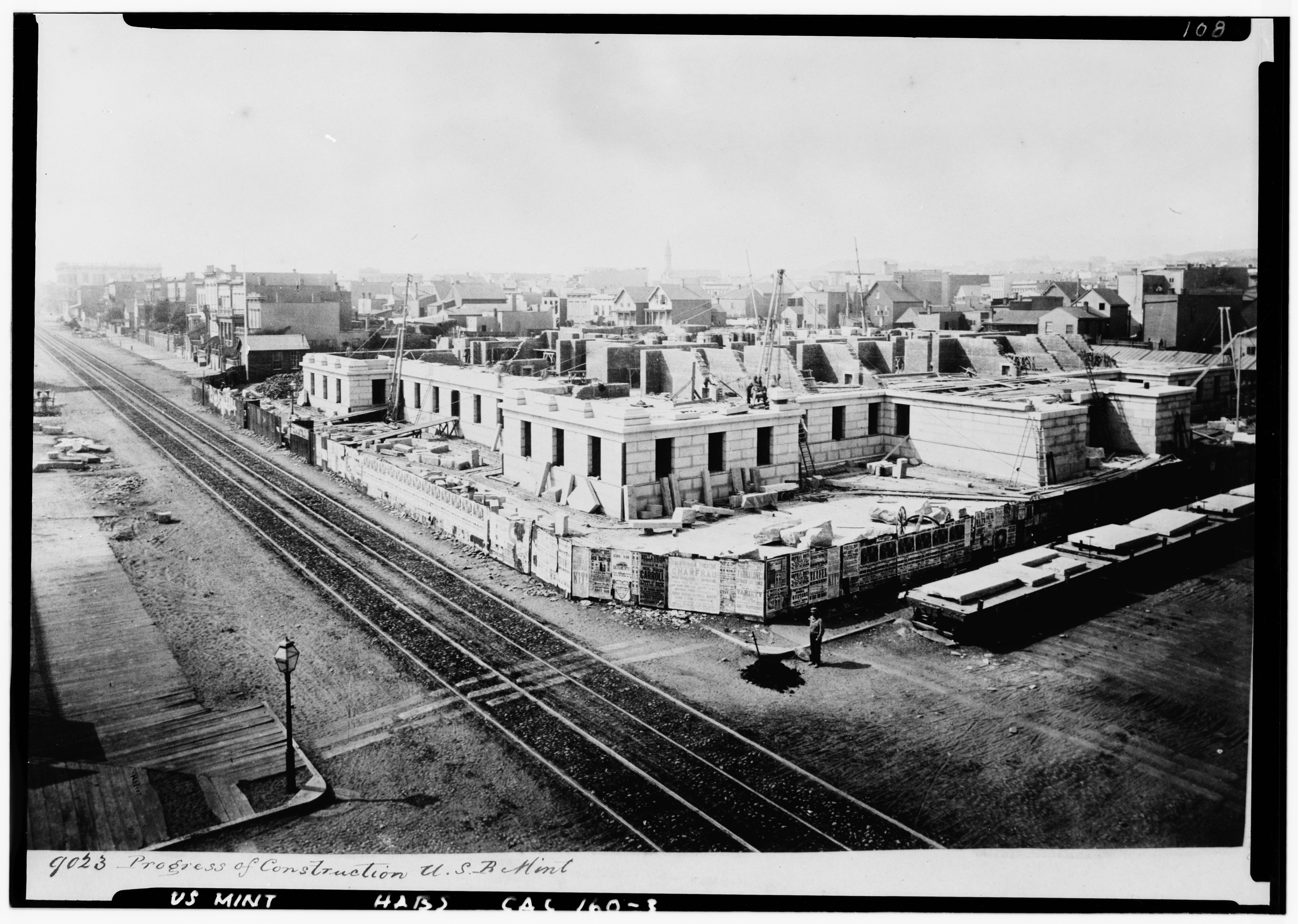
Một trong loạt ảnh Muybridge ghi lại quá trình xây dựng San Francisco Mint

Helios đã sản xuất hơn 400 thẻ lập thể khác nhau, ban đầu được bán thông qua Phòng trưng bày Cosmopolitan của Seleck tại 415 Phố Montgomery, và sau đó thông qua các nhà phân phối khác, chẳng hạn như Bradley & Rulofson. Nhiều thẻ trong số này cho thấy quang cảnh của San Francisco và các khu vực xung quanh. Thẻ âm thanh nổi cực kỳ phổ biến vào thời điểm đó và loại thẻ này có thể được bán với số lượng lớn với giá rất rẻ, cho khách du lịch như một món quà lưu niệm, hoặc cho các công dân và nhà sưu tập tự hào.
Đầu sự nghiệp mới của mình, Muybridge được Robert B. Woodward (1824–1879) thuê để chụp những bức ảnh toàn cảnh về Woodward's Gardens của ông, một công viên giải trí kết hợp, sở thú, bảo tàng và thủy cung mở cửa ở San Francisco vào năm 1866.
Muybridge chụp những bức ảnh đổ nát sau trận động đất Hayward ngày 21 tháng 10 năm 1868.
Trong quá trình xây dựng San Francisco Mint vào năm 1870–1872, Muybridge đã thực hiện một loạt hình ảnh về tiến trình của tòa nhà, ghi lại những thay đổi theo thời gian theo cách tương tự như chụp ảnh tua nhanh thời gian. Những hình ảnh này có thể đã thu hút sự chú ý của Leland Stanford, người sau này đã thuê Muybridge để phát triển một loạt ảnh chưa từng có trong thời gian.

### Yosemite

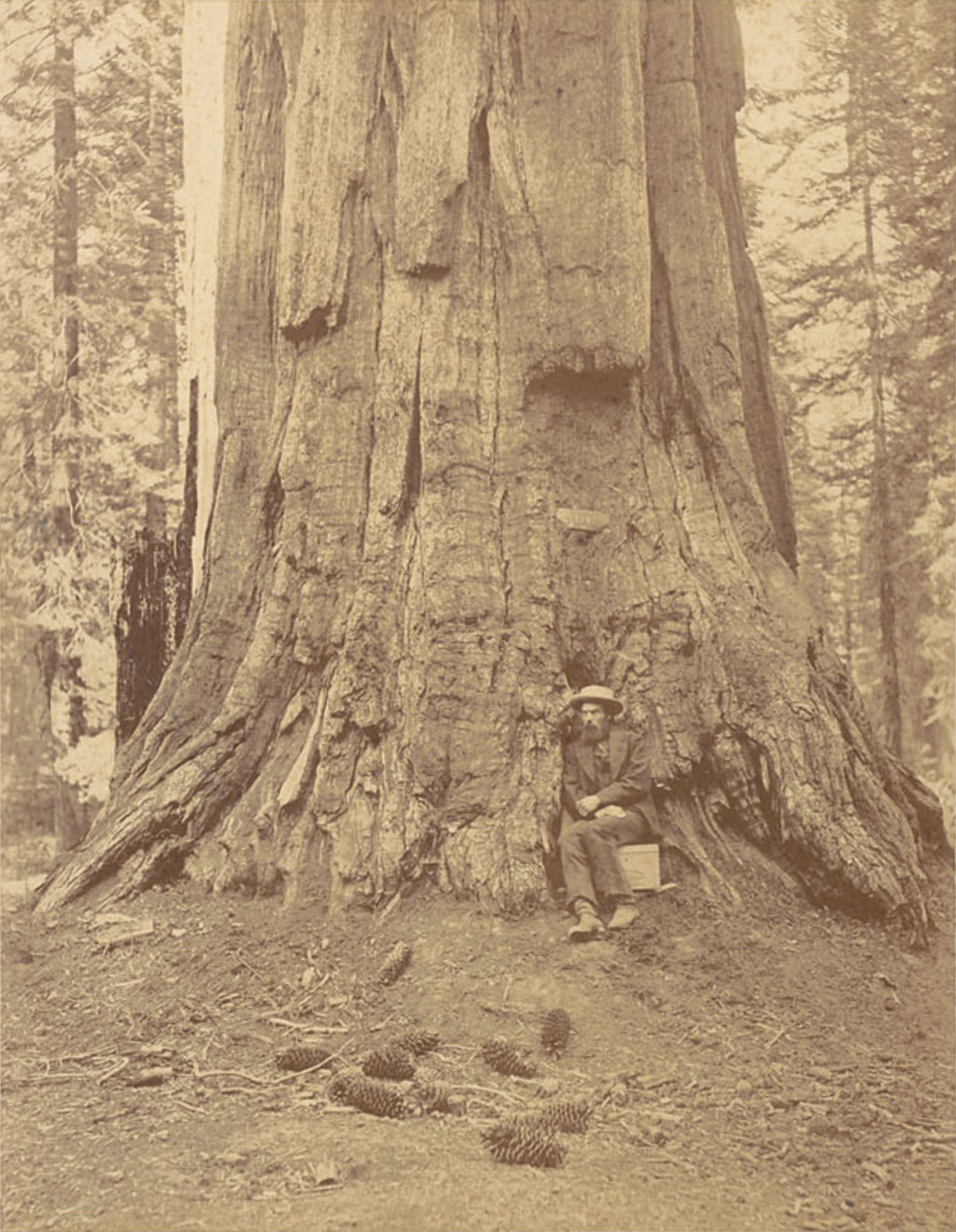
Bức ảnh in bạc Albumen của Muybridge năm 1867 dưới gốc cây Ulysses S. Grant "71 Feet in Circumference" ở Mariposa Grove, Yosemite, của Carleton Watkins

Từ tháng 6 đến tháng 11 năm 1867, Muybridge đã đến thăm Thung lũng Yosemite Ông đã chấp nhận rủi ro an toàn to lớn để thực hiện các bức ảnh của mình, sử dụng một máy ảnh có tầm nhìn nặng và chồng các tấm kính âm bản. Một bức ảnh lập thể mà ông xuất bản năm 1872 cho thấy ông đang ngồi thản nhiên trên một tảng đá nhô ra Thung lũng Yosemite, với khoảng không gian trống 2.000 foot (610 m) đang ngáp phía dưới.:3 Ông trở lại với nhiều hình chiếu lập thể và các tấm lớn hơn. Ông đã chọn 20 tấm ảnh để chỉnh sửa và chế tác cho một loạt đăng ký mà ông đã công bố vào tháng 2 năm 1868. Hai mươi bức ảnh gốc (có thể giống nhau) được sử dụng để minh họa cho cuốn sách hướng dẫn của John S. Hittel Yosemite: Its Wonders and Its Beauties (1868).
Một số hình ảnh được chụp cùng cảnh do Carleton Watkins đương thời của ông chụp. Những bức ảnh của Muybridge cho thấy sự hùng vĩ và rộng lớn của phương Tây; nếu hình người được khắc họa, họ sẽ bị lùn đi so với môi trường xung quanh, như trong các bức tranh phong cảnh Trung Quốc. Khi so sánh phong cách của hai nhiếp ảnh gia, Watkins được gọi là "một người theo chủ nghĩa cổ điển, tạo ra những bức ảnh thanh thoát, trang nghiêm về một thế giới vẻ đẹp tĩnh lặng, vĩnh cửu", trong khi Muybridge là "một người lãng mạn tìm kiếm sự bất định, bất ổn, không chắc chắn". Trong thế kỷ 21 đã có những tuyên bố rằng nhiều bức ảnh phong cảnh được cho là của Muybridge thực sự được thực hiện bởi hoặc dưới sự hướng dẫn chặt chẽ của Watkins, nhưng những tuyên bố này bị tranh chấp. Bất chấp điều đó, Muybridge bắt đầu phát triển những cải tiến hàng đầu của riêng mình trong lĩnh vực nhiếp ảnh, đặc biệt là trong việc chụp chuyển động nhanh hơn bao giờ hết.

### Hoa hồng của chính phủ
Năm 1868, Muybridge được chính phủ Hoa Kỳ ủy nhiệm đi đến vùng lãnh thổ Hoa Kỳ mới chiếm được ở Alaska để chụp ảnh những người Mỹ bản địa Tlingit, thỉnh thoảng là cư dân Nga và những cảnh quan ấn tượng.:242
Năm 1871, Ủy ban Hải đăng Hoa Kỳ thuê Muybridge chụp ảnh các ngọn hải đăng ở Bờ Tây Hoa Kỳ. Từ tháng 3 đến tháng 7, ông đã đi du ngoạn trên ngọn hải đăng Tender Shubrick để ghi lại những cấu trúc này.
Năm 1873, Muybridge được Quân đội Hoa Kỳ ủy nhiệm chụp ảnh cuộc tranh chấp "Chiến tranh Modoc" với bộ tộc người Mỹ bản địa ở bắc California và Oregon.:46Một số bức ảnh này đã được dàn dựng cẩn thận và tạo ra hiệu ứng tối đa, mặc dù thời gian phơi sáng lâu đòi hỏi bởi các nhũ tương nhiếp ảnh chậm chạp..

Ảnh lập thể thương mại của Muybridge
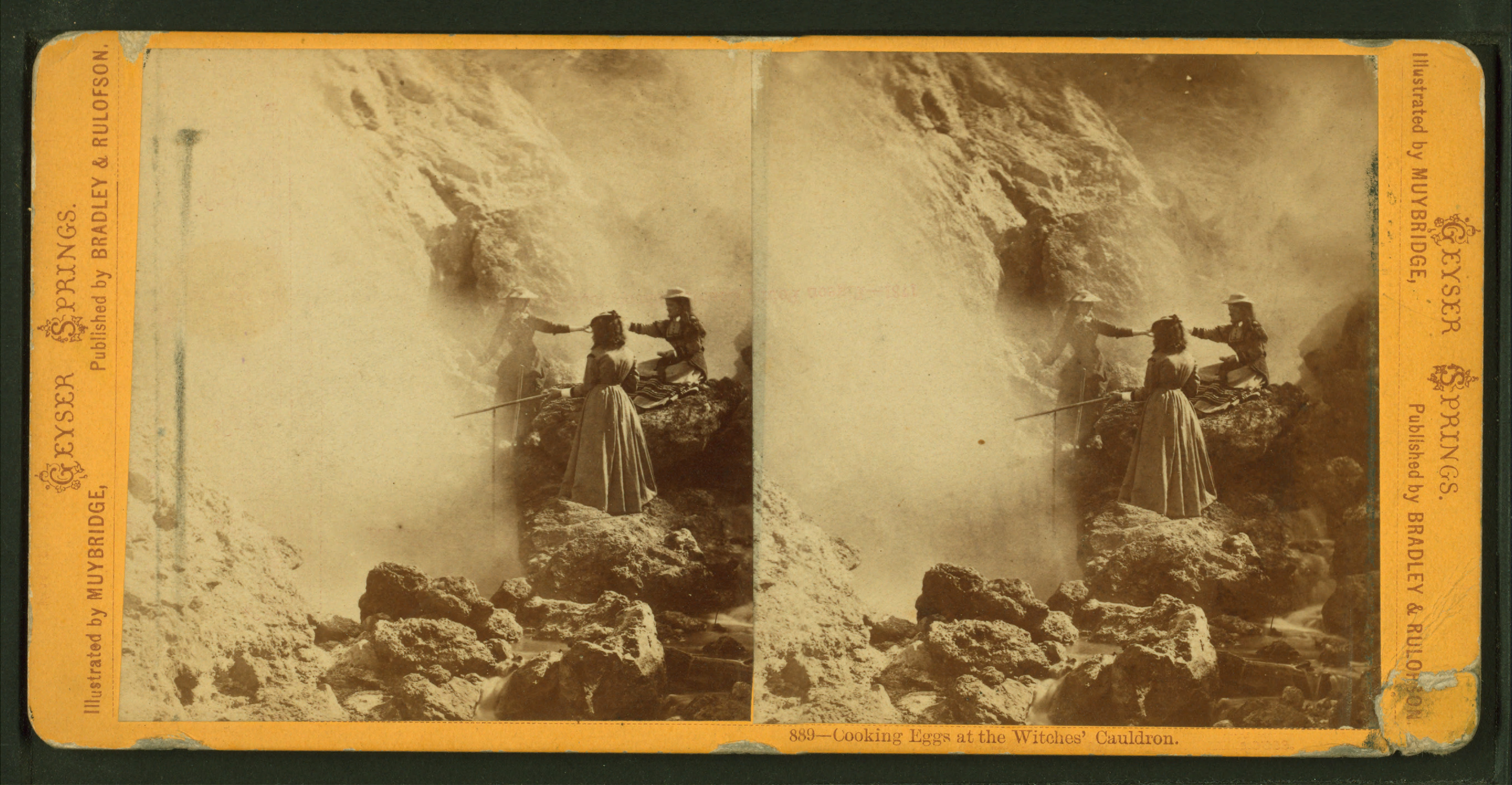
Nấu trứng ở Vạc phù thủy (khoảng 1867–1871)
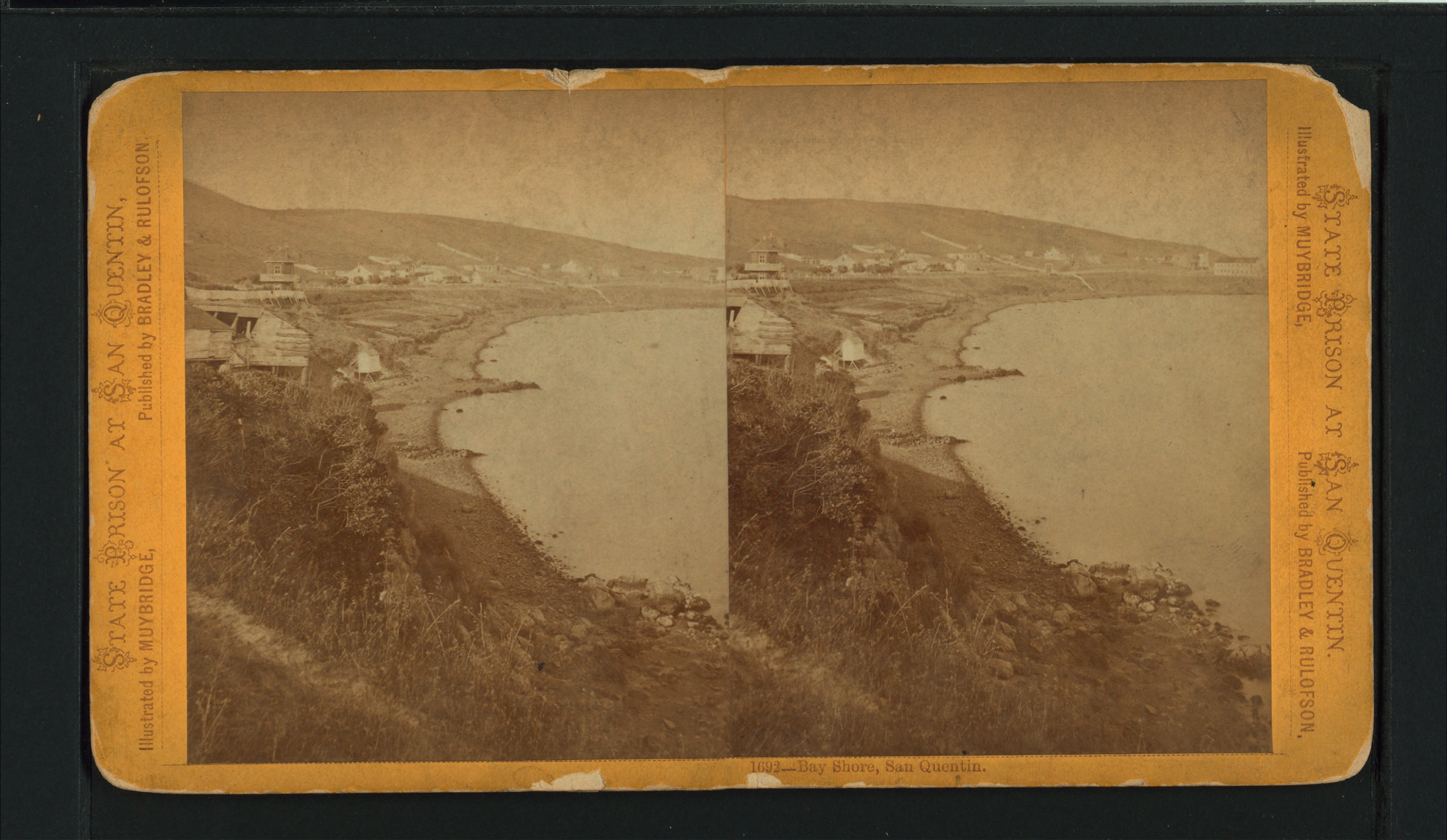
Bay Shore, San Quentin (khoảng 1867–1874)
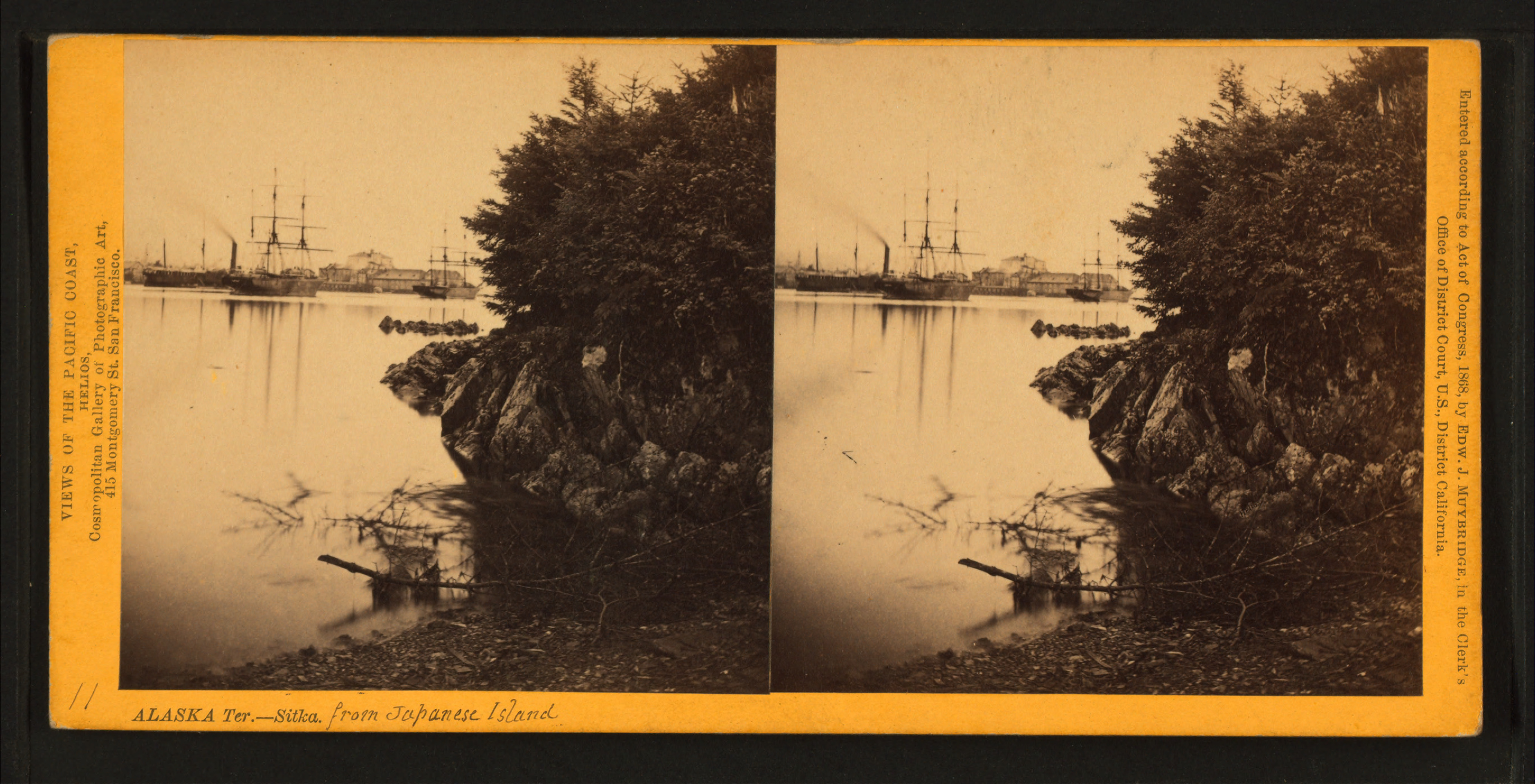
Sitka từ Đảo Nhật Bản (1868)
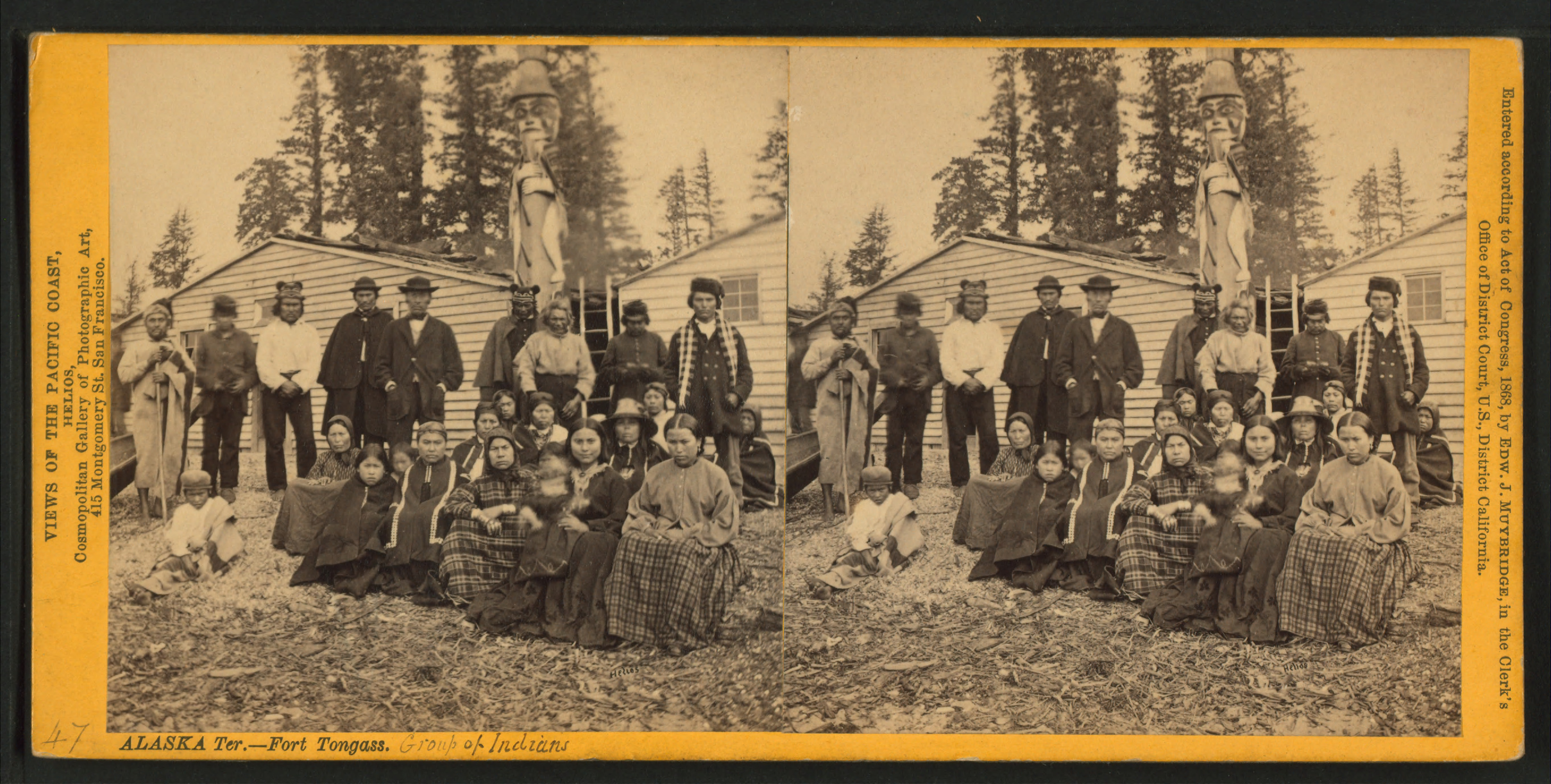
Fort Tongass, Nhóm người da đỏ (1868)
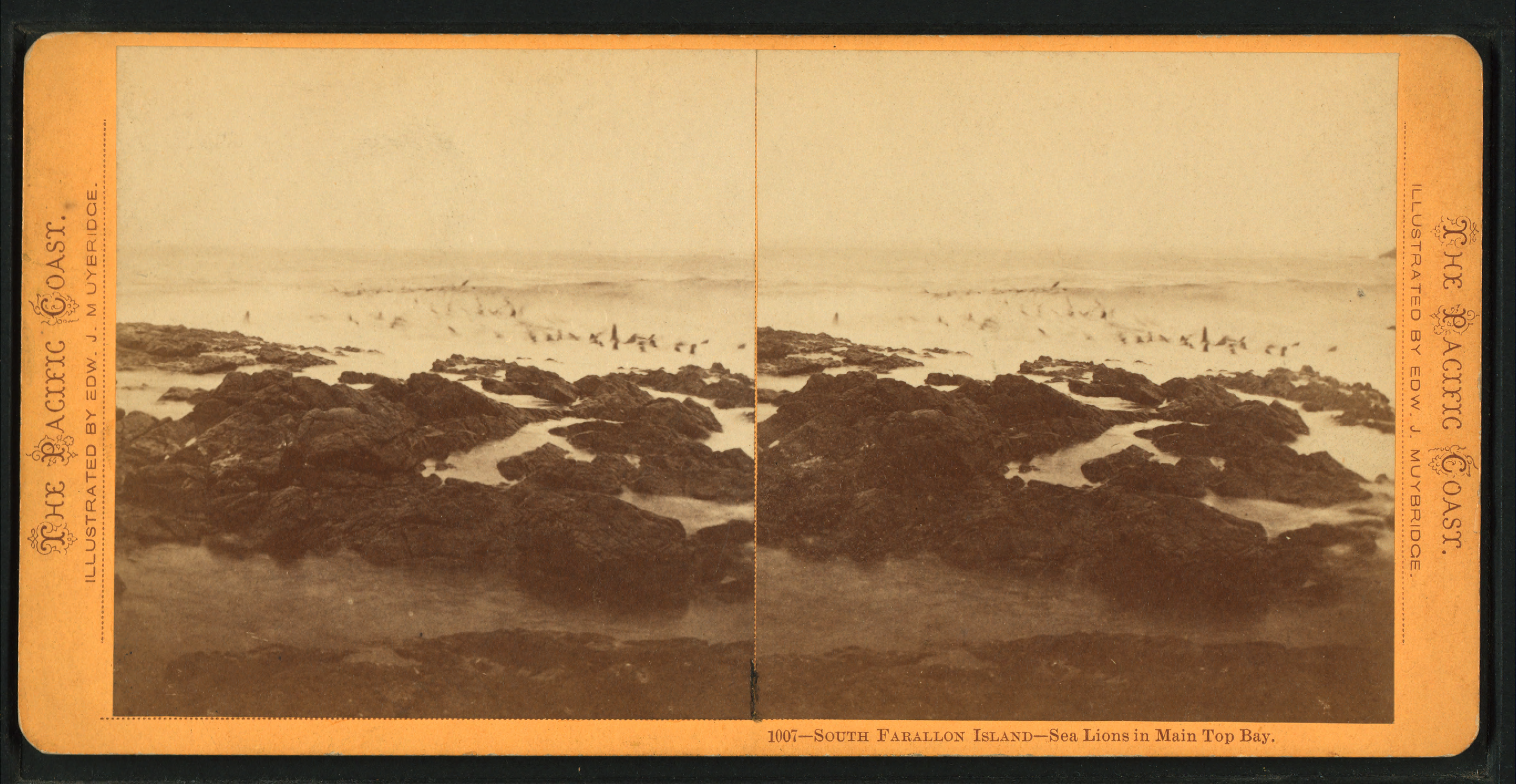
Đảo Nam Farallon, Sư tử biển ở Vịnh Maine To (khoảng 1867–1872)
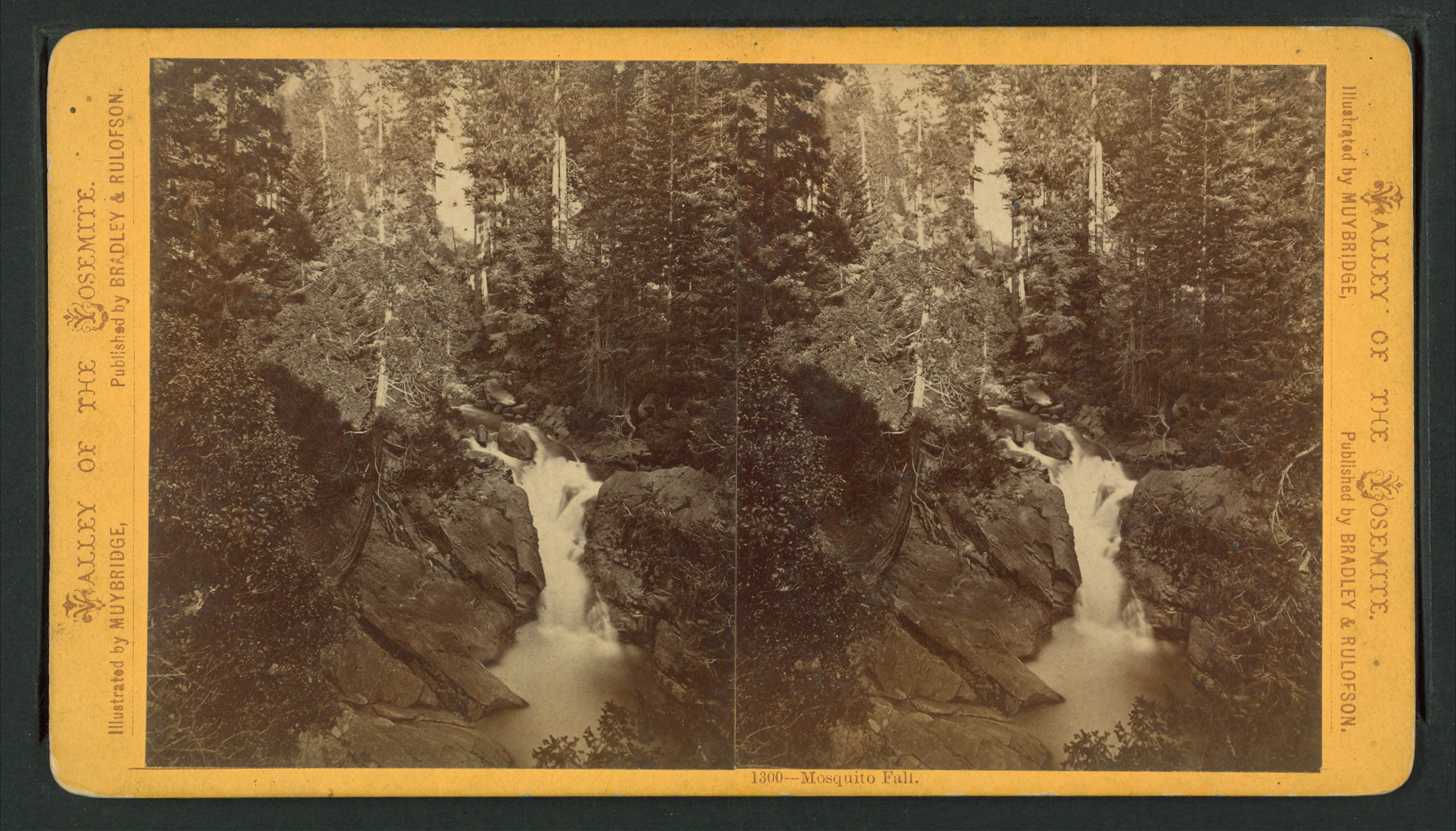
Thác Mosquito (khoảng 1868–1873)
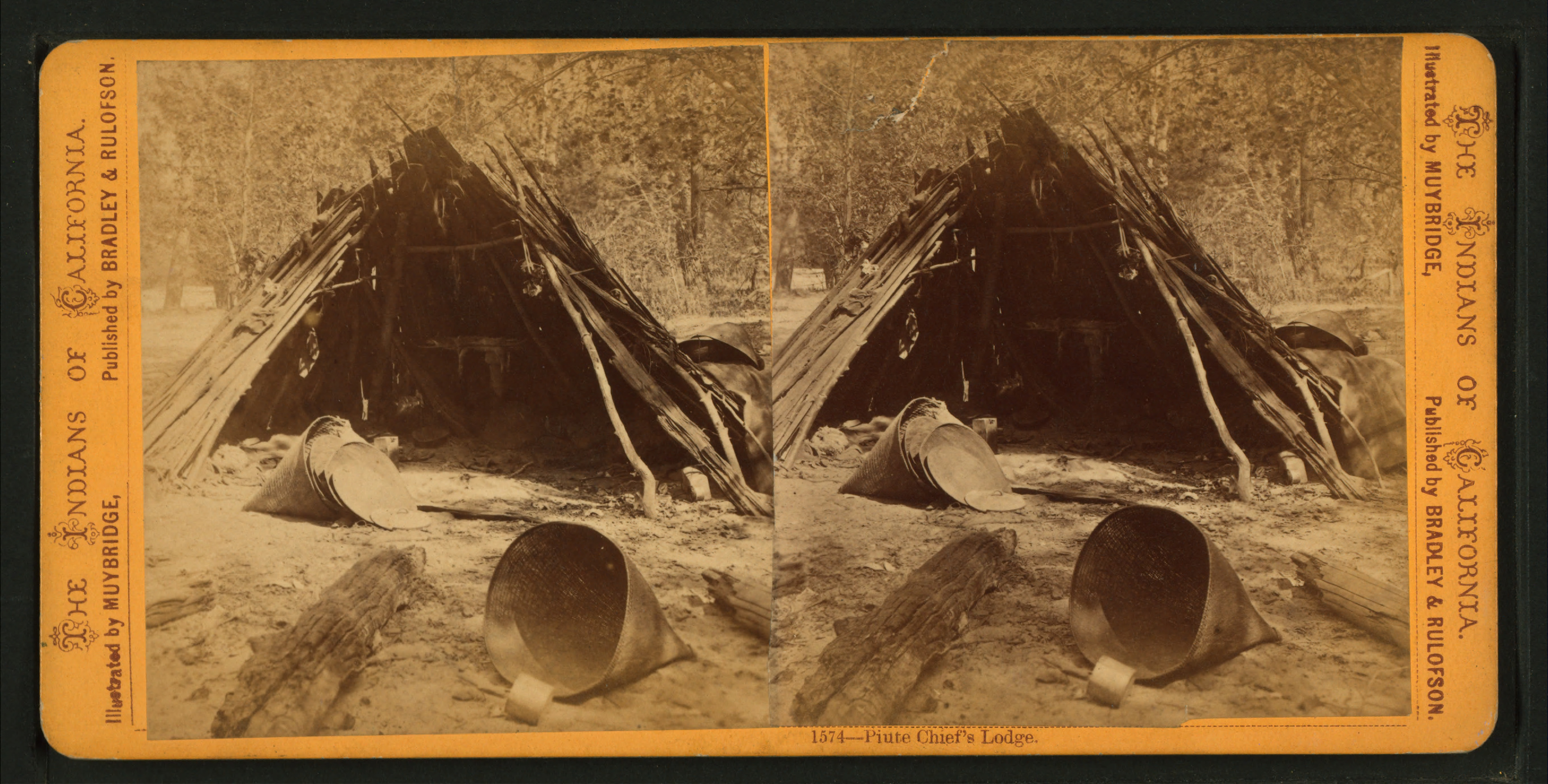
Paiute Chief's Lodge (khoảng năm 1870)
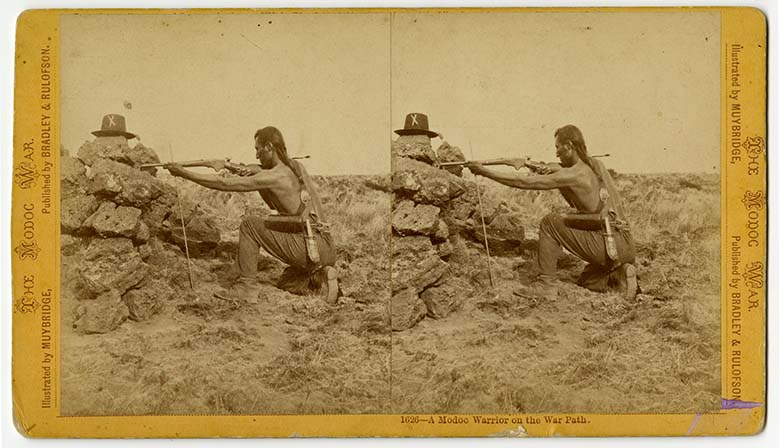
Một chiến binh Modoc trên War Path (1873)

## 1872–1879: Stanford và dáng đi của ngựa

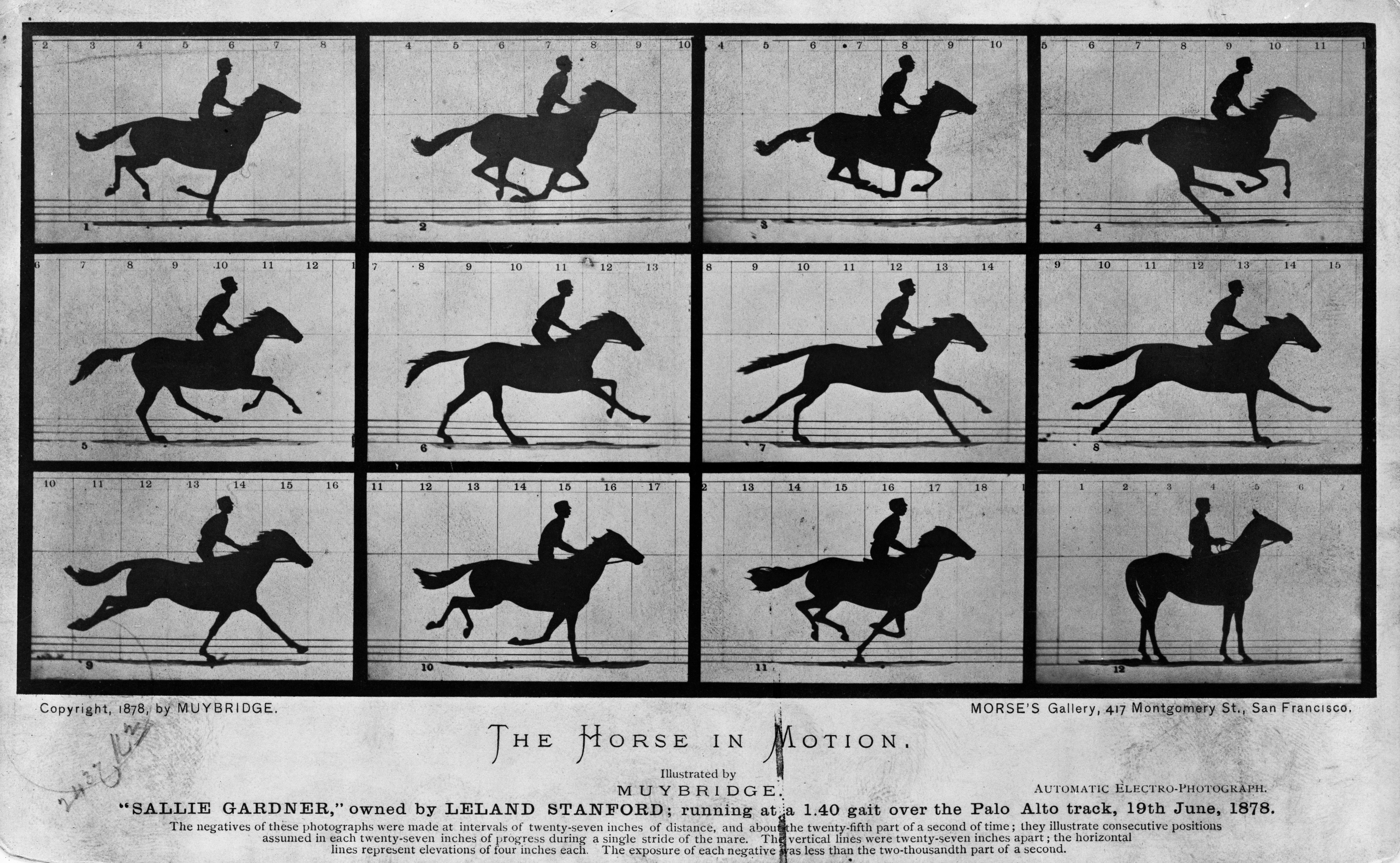
Muybridge's The Horse in Motion, 1878

Ảnh động từ khung 1 đến 11 của The Horse in Motion. "Sallie Gardner", thuộc sở hữu của Leland Stanford, chạy với tốc độ 1:40 trên đường đua Palo Alto, ngày 19 tháng 6 năm 1878

Năm 1872, cựu thống đốc của California, Leland Stanford, một doanh nhân và chủ sở hữu ngựa đua, đã thuê Muybridge cho một danh mục đầu tư mô tả dinh thự của ông và các tài sản khác, bao gồm cả con ngựa đua của ông.
Stanford cũng muốn có một bức tranh phù hợp về con ngựa ở tốc độ tối đa, và thất vọng vì các mô tả và mô tả hiện có dường như không chính xác. Mắt người không thể phân tích được hoàn toàn hành động khi bước nhanh và phi nước đại. Cho đến thời điểm này, hầu hết các họa sĩ đều vẽ ngựa ở tư thế chạy nước kiệu với một chân luôn đặt trên mặt đất; và phi nước đại hết cỡ với chân trước mở rộng về phía trước và chân sau mở rộng về phía sau, đồng thời tất cả các chân đều cách mặt đất. Có những câu chuyện rằng Stanford đã đặt cược 25.000$ vào các lý thuyết của ông ấy về sự vận động của con ngựa, nhưng không có bằng chứng nào được tìm thấy về một cuộc cá cược như vậy. Thay vào đó, người ta ước tính rằng ông sẽ chi tổng cộng 50.000$ trong vài năm tới, để tài trợ cho các cuộc điều tra của mình.
Vào năm 1873, Muybridge đã cố gắng sử dụng một chiếc máy ảnh duy nhất để chụp một bức ảnh nhỏ và rất mờ về con ngựa đua Occident đang chạy, tại trường đua Union Park ở Sacramento. Vì độ nhạy của nhũ tương nhiếp ảnh được sử dụng, những bức ảnh ban đầu chỉ hơn bóng mờ một chút. Cả hai đều đồng ý rằng hình ảnh thiếu chất lượng, nhưng Stanford rất vui mừng vì cuối cùng đã có được một mô tả đáng tin cậy về một con ngựa đang chạy. Không có bản sao của hình ảnh sớm nhất này đã xuất hiện trở lại.
Muybridge hứa sẽ nghiên cứu các giải pháp tốt hơn, nhưng công việc chụp ảnh tốc độ cao hơn của ông sẽ mất vài năm để phát triển, và cũng bị trì hoãn bởi các sự kiện trong cuộc sống cá nhân của ông. Với sự hỗ trợ của các kỹ sư và kỹ thuật viên từ Đường sắt Trung tâm Thái Bình Dương (Stanford là một trong những giám đốc sáng lập), Muybridge đã thử nghiệm với các cửa chớp cơ học nhanh hơn bao giờ hết và bắt đầu phát triển các cơ chế kích hoạt bằng điện hiện đại nhất. Ông cũng đã thử nghiệm với các nhũ tương nhiếp ảnh nhạy cảm hơn để làm việc với thời gian phơi sáng ngắn hơn.
Vào tháng 7 năm 1877, Muybridge đã thực hiện một bức tranh mới về Occident với tốc độ tối đa, với kỹ thuật được cải thiện và kết quả rõ ràng hơn nhiều. Để cải thiện hình ảnh vẫn còn mờ, nó đã được tạo lại bởi một nghệ sĩ chỉnh sửa và xuất bản dưới dạng thẻ nội các. Tin tức về bước đột phá trong nhiếp ảnh tức thời này đã được lan truyền nhiệt tình, nhưng một số nhà phê bình cho rằng hình ảnh bị chế tác quá nhiều nên không thể là một mô tả chân thực về con ngựa. Muybridge cho phép các phóng viên nghiên cứu âm bản gốc, nhưng khi ông và Stanford đang lên kế hoạch cho một dự án mới có thể thuyết phục mọi người, họ thấy không cần phải chứng minh rằng hình ảnh này là xác thực. Dư âm ban đầu vẫn chưa nổi lên.
Vào tháng 6 năm 1878, Muybridge đã tạo ra một loạt ảnh liên tiếp, hiện với một pin gồm 12 máy ảnh dọc theo đường đua tại Trang trại Palo Alto của Stanford (nay là khuôn viên của Đại học Stanford). Các cửa chớp được tự động kích hoạt khi bánh xe của xe đẩy hoặc ngực hoặc chân của ngựa vấp phải dây nối với mạch điện từ. Trong một phiên họp vào ngày 15 tháng 6 năm 1878, báo chí và một số tuyển chọn những người đàn ông trên sân cỏ đã được mời đến chứng kiến quá trình này. Một vụ tai nạn với một chiếc dây đeo bị giật đã được ghi lại trên âm bản và cho những người tham dự, thuyết phục ngay cả những nhân chứng hoài nghi nhất. Tin tức về thành công này đã được báo cáo trên toàn thế giới.
The Daily Alta California báo cáo rằng Muybridge lần đầu tiên trưng bày các slide chiếu magic lantern của các bức ảnh tại Hiệp hội Nghệ thuật San Francisco vào ngày 8 tháng 7 năm 1878. Báo chí vẫn chưa thể tái tạo những bức ảnh chi tiết, vì vậy những bức ảnh đó đã được in rộng rãi dưới dạng bản khắc gỗ. Scientific American là một trong những ấn phẩm vào thời điểm đó có các báo cáo và bản khắc về những hình ảnh mang tính đột phá của Muybridge. Sáu bộ ảnh khác nhau đã sớm được xuất bản dưới dạng thẻ nội các, mang tên The Horse in Motion.
Nhiều người ngạc nhiên về những vị trí trước đây không thể nhìn thấy của chân ngựa và thực tế là một con ngựa đang chạy đều đặn có cả bốn vó trên không. Điều này không xảy ra khi chân của con ngựa được mở rộng ra phía trước và phía sau, như tưởng tượng của các nhà minh họa đương đại, mà là khi chân của nó được thu vào bên dưới cơ thể khi chuyển từ "kéo" bằng chân trước sang "đẩy" bằng lưng chân.
Năm 1879, Muybridge tiếp tục với các nghiên cứu bổ sung bằng cách sử dụng 24 máy ảnh, và xuất bản một danh mục kết quả phiên bản rất hạn chế.
Muybridge đã sao chép thủ công các hình ảnh từ nghiên cứu chuyển động của mình dưới dạng bóng đổ hoặc hình vẽ đường thẳng lên đĩa, để xem trong chiếc máy mà ông đã phát minh ra, cái mà ông gọi là "zoopraxiscope". Sau đó, những hình ảnh chi tiết hơn của ông đã được tô màu bằng tay và bán trên thị trường. Một thiết bị do ông phát triển sau này được coi là một máy chiếu phim thời kỳ đầu, và quá trình này là một giai đoạn trung gian đối với hình ảnh chuyển động hoặc quay phim.

## 1878: Toàn cảnh San Francisco
Năm 1878, Muybridge đã thực hiện một bức ảnh toàn cảnh gồm 13 phần 360° đáng chú ý về San Francisco. Ông đã trình một bản sao cho vợ của Leland Stanford. Ngày nay, nó có thể được xem trên Internet như một bức tranh toàn cảnh được ghép liền mạch, hoặc dưới dạng ảnh toàn cảnh QuickTime VR (QTVR).
Cùng năm đó, ông đã nộp đơn xin cấp bằng sáng chế về màn trập trình tự máy ảnh để chụp ảnh các vật thể chuyển động, với một bộ kích hoạt cơ học. Cuối năm 1878, ông đã nộp đơn xin cấp bằng sáng chế khác, lần này là sử dụng một bộ kích điện. Ông cũng đã nộp đơn xin cấp bằng sáng chế của Anh và Pháp.

## 1871–1881: Đời sống cá nhân, hôn nhân, giết người, tha bổng, quan hệ cha con và ly hôn
Vào ngày 20 tháng 5 năm 1871, Muybridge 41 tuổi kết hôn với người đã ly hôn Flora Shallcross Stone (nhũ danh Downs), 21 tuổi. Sự khác biệt về sở thích và tính khí của họ được hiểu là do sự chênh lệch tuổi tác của họ. Muybridge không quan tâm đến nhiều thú vui mà bà tìm kiếm, vì vậy bà đã đến rạp hát và các điểm tham quan khác mà không có ông, và ông có vẻ ổn với điều đó. Muybridge thuộc tuýp người thức suốt đêm để đọc tác phẩm kinh điển. Muybridge cũng đã quen với việc tự mình rời khỏi nhà trong nhiều ngày, nhiều tuần hoặc thậm chí vài tháng, đến những nơi xa để thực hiện các dự án hoặc nhiệm vụ cá nhân. Điều này không thay đổi sau khi kết hôn.
Vào ngày 14 tháng 4 năm 1874, Flora sinh ra một người con trai, tên là Florado Helios Muybridge.
Ở một số giai đoạn, Flora có quan hệ tình cảm với một trong những người bạn của bà, Harry Larkyns. Muybridge đã can thiệp nhiều lần và tin rằng cuộc tình đã kết thúc khi ông gửi Flora đến ở với một người họ hàng và Larkyns tìm được việc làm tại một khu mỏ gần Calistoga, California. Vào giữa tháng 10 năm 1874, Muybridge biết được mối quan hệ giữa vợ mình và Larkyns thực sự nghiêm trọng như thế nào. Y tá phụ sản của Flora đã tiết lộ nhiều chi tiết và bà ấy có trong tay một số bức thư tình mà cặp đôi vẫn viết cho nhau. Tại nơi ở của bà, Muybridge cũng bắt gặp một bức ảnh của Florado với chữ "Harry" được viết ở mặt sau bằng chữ viết tay của Flora, cho thấy rằng bà tin rằng đứa trẻ là cha của Larkyns.
Vào ngày 17 tháng 10, Muybridge đến Calistoga để theo dõi Larkyns. Khi tìm thấy ông ta, Muybridge nói, "Tôi có một tin nhắn cho ông từ vợ tôi", và bắn chết ông ta. Larkyns chết đêm đó, Muybridge bị bắt mà không phản kháng và tống vào nhà tù Napa.
Một phóng viên của Sacramento Daily Union đã đến thăm Muybridge trong tù trong một giờ và kể lại cách ông ta đối phó với tình huống này. Muybridge đang có tinh thần vừa phải và rất hy vọng. Ông cảm thấy mình được các sĩ quan đối xử rất tử tế và có chút tự hào về ảnh hưởng của anh đối với các tù nhân khác, điều này đã khiến ông được mọi người tôn trọng. Ông ta đã phản đối việc lạm dụng "người Chinaman" từ một tù nhân cứng rắn, bằng cách tuyên bố "Không một người đàn ông nào của đất nước mà bất hạnh đưa ông ta đến đây sẽ bị ngược đãi trước sự chứng kiến của tôi" và đã lên tiếng đe dọa mạnh mẽ nhưng lịch sự đối với kẻ phạm tội. Ông ta đã giải quyết sự bùng phát của lời nói tục tĩu theo cách tương tự.
Flora đệ đơn ly dị vào ngày 17 tháng 12 năm 1874 với lý do cực kỳ tàn nhẫn, nhưng đơn đầu tiên này đã bị bác bỏ. Có thông tin cho rằng cô hoàn toàn thông cảm với việc tố chồng mình.
Muybridge bị xét xử vì tội giết người vào tháng 2 năm 1875. Luật sư của ông ta, W. W. Pendegast (một người bạn của Stanford), thay mặt ông ta nhận tội điên rồ do vết thương nặng ở đầu trong vụ tai nạn xe ngựa năm 1860. Ít nhất bốn người quen biết lâu năm đã làm chứng rằng vụ tai nạn đã thay đổi đáng kể tính cách của Muybridge, từ hiền lành và dễ chịu đến không ổn định và thất thường. Trong phiên tòa, Muybridge đã cắt xén vụ án điên rồ của chính mình bằng cách chỉ ra rằng hành động của anh ta là có chủ ý và được tính toán trước, nhưng anh ta cũng thể hiện sự thờ ơ và bùng nổ cảm xúc không kiểm soát. Cuối cùng ông ta được trắng án với lý do giết người chính đáng, với lời giải thích của bồi thẩm đoàn rằng nếu phán quyết của họ không phù hợp với pháp luật, thì đó là phù hợp với quy luật tự nhiên của con người. Nói cách khác: họ tin rằng họ không thể trừng phạt một người vì đã làm điều gì đó mà bản thân họ sẽ làm trong những hoàn cảnh tương tự.
Tập phim đã làm gián đoạn việc học nhiếp ảnh của ông ấy, nhưng không phải mối quan hệ của ông với Stanford, người đã dàn xếp cho Muybridge phòng chống tội phạm. Đến năm 1877, Muybridge tiếp tục công việc nhiếp ảnh của mình cho Stanford.
Ngay sau khi được tha bổng vào tháng 2 năm 1875, Muybridge rời Hoa Kỳ trong một chuyến đi chụp ảnh kéo dài 9 tháng đã được lên kế hoạch trước đó đến Trung Mỹ, hiện đang hoạt động như một "người lưu vong làm việc". Những bức ảnh của ông từ thời kỳ này ít được biết đến hơn, vì tương đối ít bản sao được tạo ra. Người ta tin rằng trong thời kỳ này, ông ấy đã phát triển thêm khả năng chụp ảnh nhanh hơn, do yêu cầu các quá trình này được thực hiện trên một con tàu liên tục lăn bánh.
Đơn yêu cầu ly hôn lần thứ hai của Flora đã nhận được một phán quyết thuận lợi, và lệnh cấp dưỡng được ban hành vào tháng 4 năm 1875. Flora đột ngột qua đời vào tháng 7 năm 1875 khi Muybridge đang ở Trung Mỹ. Bà đã đặt con trai của họ, Florado Helios Muybridge (sau này được bạn bè đặt biệt danh là "Floddie"), với một cặp vợ chồng người Pháp. Năm 1876, Muybridge cho cậu bé chuyển từ một trại trẻ mồ côi Công giáo sang một trại trẻ theo đạo Tin lành và trả tiền chăm sóc cậu bé. Nếu không thì ông ta chẳng liên quan gì đến cậu ta cả.
Những bức ảnh chụp Florado Muybridge khi trưởng thành cho thấy ông ta rất giống Muybridge. Vào làm việc tại một trang trại khi còn là một cậu bé, ông đã làm việc cả đời với tư cách là một người nông dân và người làm vườn. Năm 1944, Florado bị một chiếc xe hơi ở Sacramento đâm và thiệt mạng.
Ngày nay, hồ sơ tòa án và các bản ghi chép rất quan trọng đối với các nhà sử học và nhà thần kinh học pháp y, vì lời khai đã tuyên thệ từ nhiều nhân chứng liên quan đến trạng thái tinh thần và hành vi trong quá khứ của Muybridge.
Năm 1982, nhà soạn nhạc người Mỹ Philip Glass đã tạo ra một vở opera, The Photographer, với một bản libretto một phần dựa trên bản ghi của tòa án từ vụ án.

## 1882–1893: Nghiên cứu chuyển động ở Philadelphia

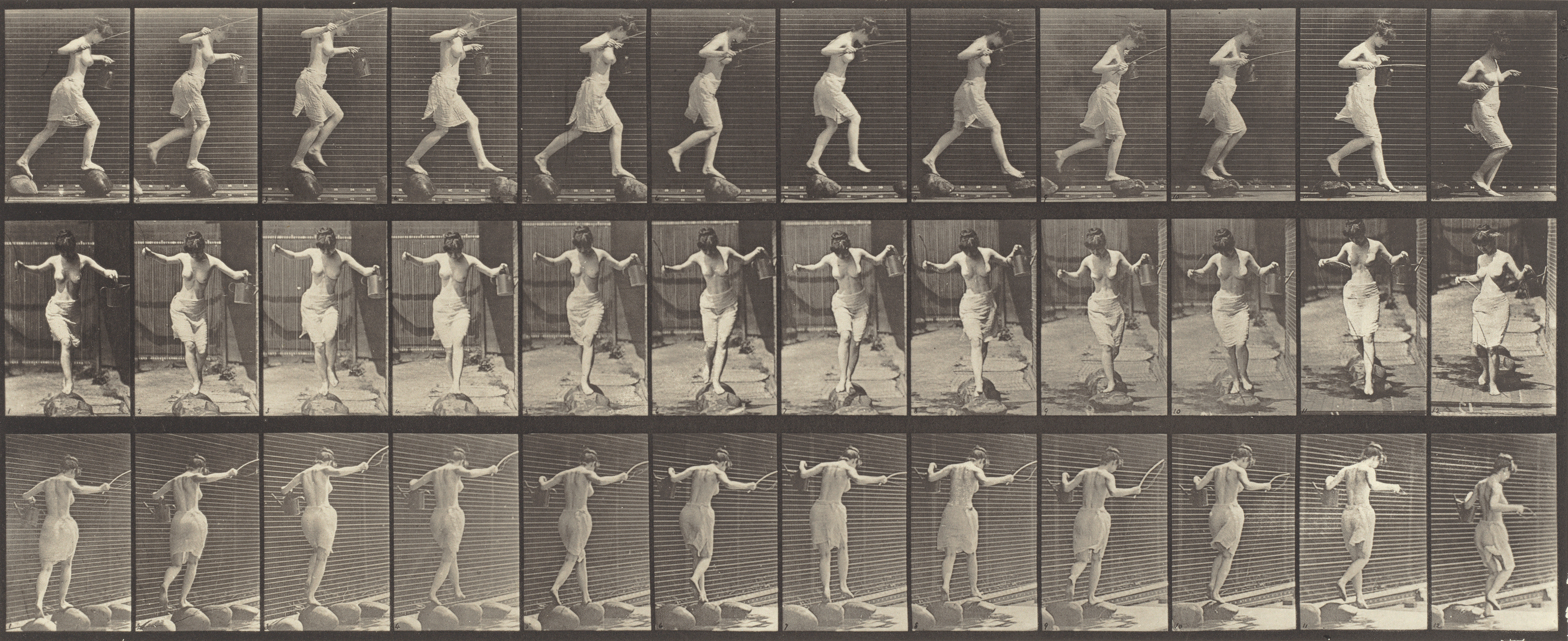
Tấm 175. Băng qua suối trên bậc thang đá bằng cần câu và lon, 1887

Bò bison châu Mỹ chạy nước kiệuchuyển động sử dụng 1887 bức ảnh của Eadweard Muybridge

Muybridge thường đến các thành phố của Mỹ cũng như trở lại Anh và Châu Âu để công khai tác phẩm của mình. Việc khai trương tuyến đường sắt xuyên lục địa vào năm 1869 và sự phát triển của tàu hơi nước đã làm cho việc đi lại nhanh hơn và ít gian khổ hơn nhiều so với năm 1860. Vào ngày 13 tháng 3 năm 1882, ông thuyết trình tại Học viện Hoàng gia ở Luân Đôn trước những khán giả đông khách, bao gồm cả các thành viên của Hoàng gia, đặc biệt là Vua tương lai Edward VII. Ông hiển thị các bức ảnh của mình trên màn hình và cho thấy những bức ảnh chuyển động được chiếu bởi kính zoopraxiscope của ông. Ông cũng giảng dạy tại Học viện Nghệ thuật Hoàng gia và Hiệp hội Hoàng gia.
Muybridge và Stanford đã có một thất bại lớn liên quan đến nghiên cứu của ông về chuyển động của ngựa. Stanford đã nhờ người bạn và người kỵ sĩ của mình, Tiến sĩ JBD Stillman viết một cuốn sách phân tích Con ngựa đang chuyển động, được xuất bản năm 1882. Stillman đã sử dụng các bức ảnh của Muybridge làm cơ sở cho 100 bức tranh minh họa của mình và nghiên cứu của nhiếp ảnh gia để phân tích, nhưng ông không cho Muybridge một điểm nào nổi bật. Nhà sử học Phillip Prodger sau đó cho rằng Stanford coi Muybridge chỉ là một trong những nhân viên của mình, và không xứng đáng được công nhận đặc biệt. Stanford khá tự hào về vai trò của mình trong việc tạo ra cuốn sách, và đã đặt một bức chân dung của chính mình bởi Jean-Louis-Ernest Meissonier, trong đó một bản sao của cuốn sách có thể nhìn thấy dưới cánh tay của ông.
Tuy nhiên, do Muybridge không được ghi nhận trong cuốn sách, Hiệp hội Nghệ thuật Hoàng gia đã rút lại lời đề nghị tài trợ cho các nghiên cứu chuyển động của ông trong nhiếp ảnh, và từ chối xuất bản một bài báo mà ông đã nộp, cáo buộc ông đã đạo văn. Muybridge đã đệ đơn kiện Stanford để đạt được tín nhiệm, nhưng nó đã bị trì hoãn hai năm và sau đó bị đuổi ra khỏi tòa án. Sách của Stillman không bán được như mong đợi. Muybridge, đang tìm kiếm nguồn tài trợ ở nơi khác, đã thành công hơn. Hiệp hội Nghệ thuật Hoàng gia cuối cùng đã mời Muybridge trở lại để trình diễn tác phẩm của mình.
Năm 1883, Muybridge có một bài giảng tại Học viện Mỹ thuật Pennsylvania (PAFA), do nghệ sĩ Thomas Eakins và người được ủy thác của Đại học Pennsylvania (Penn) là Fairman Rogers sắp xếp. Vào thời điểm đó, Eakins là một giảng viên của PAFA, và gần đây đã được bổ nhiệm làm giám đốc của nó. Một nhóm người Philadelphia, bao gồm Penn Provost William Pepper và nhà xuất bản J.B. Lippincott đã tuyển dụng ông làm việc tại Penn dưới sự tài trợ của họ. Từ năm 1883 đến 1886, Muybridge đã thực hiện được hơn 100.000 bức ảnh, làm việc một cách ám ảnh trong một studio chuyên dụng ở góc đông bắc của đường 36 và Pine ở Philadelphia. Giờ đây, ông đã có thể mua được nhiều ống kính chất lượng cao lớn hơn, mang lại cho ông khả năng tạo ảnh đồng thời từ nhiều góc nhìn, với độ rõ nét và phạm vi âm sắc không đạt được trước đó.
Năm 1884, Eakins làm việc cùng với Muybridge trong một thời gian ngắn để tìm hiểu thêm về ứng dụng của nhiếp ảnh vào nghiên cứu chuyển động của con người và động vật. Eakins sau đó ủng hộ việc sử dụng nhiều lần phơi sáng chồng lên một bức ảnh âm bản để có thể nghiên cứu chuyển động chính xác hơn, trong khi Muybridge tiếp tục sử dụng nhiều máy ảnh để tạo ra các hình ảnh riêng biệt cũng có thể được chiếu bằng kính zoopraxiscope của ông.
Phần lớn công việc của Muybridge vào thời điểm này được thực hiện tại một studio ngoài trời đặc biệt đầy nắng, do máy ảnh vẫn còn cồng kềnh và tốc độ chụp ảnh nhũ cũng tương đối chậm. Hầu hết các bức ảnh được chụp vào mùa hè, và mùa đông được dành để phát triển và sắp xếp các hình ảnh. Ông đã sử dụng ngân hàng cho 12 chiếc máy ảnh tùy chỉnh để chụp ảnh các giáo sư, vận động viên, sinh viên, bệnh nhân tàn tật từ Blockley Almshouse (nằm cạnh Penn vào thời điểm đó) và các cư dân địa phương, tất cả đều đang chuyển động. Ông đã chụp ảnh ít nhất 9 chuỗi cho thấy các chuyển động của các bệnh nhân thần kinh.:5–7 Ông cũng mượn các loài động vật từ Sở thú Philadelphia để nghiên cứu các chi tiết chuyển động của chúng.
Các mô hình người, thường là khỏa thân hoàn toàn hoặc mặc quần áo rất mỏng, được chụp trên nền lưới đo được trong nhiều chuỗi hành động khác nhau, bao gồm đi bộ lên hoặc xuống cầu thang, đập búa vào đe, xách xô nước hoặc ném nước qua người khác. Muybridge đã tạo ra các chuỗi cho thấy công việc nông trại, công nghiệp, xây dựng và gia đình, diễn tập quân sự và các hoạt động hàng ngày. Ông cũng chụp ảnh các hoạt động thể thao như bóng chày, cricket, đấm bốc, đấu vật, ném đĩa và một vũ công ba lê đang biểu diễn. Thể hiện sự cống hiến hết mình cho tính chính xác của khoa học và bố cục nghệ thuật, Muybridge tự chụp ảnh khỏa thân cho một số cảnh chụp ảnh, chẳng hạn như cảnh ông đang đu cuốc chim của một thợ mỏ. Vào cuối thời kỳ này, Muybridge đã dành nhiều thời gian để lựa chọn và chỉnh sửa các bức ảnh của mình để chuẩn bị xuất bản.

Sân tennis, giao bóng, 1887

Ngựa và người cưỡi đang nhảy, 1887

Năm 1887, các bức ảnh được xuất bản dưới dạng danh mục ảnh ghép khổng lồ gồm 11 tập, với 781 tấm bao gồm 20.000 bức ảnh, trong một bộ sưu tập đột phá có tựa đề Animal Locomotion:  an Electro-photographic Investigation of Consecutive Phases of Animal Movement. .:4 Công việc của Muybridge đã đóng góp đáng kể vào sự phát triển trong ngành khoa học cơ sinh học và cơ học điền kinh. Một số cuốn sách của ông vẫn được xuất bản cho đến ngày nay và được sử dụng làm tài liệu tham khảo cho các nghệ sĩ, nhà làm phim hoạt hình và sinh viên về chuyển động của động vật và con người.

Những cậu bé chơi Leapfrog (1883–86, in 1887)
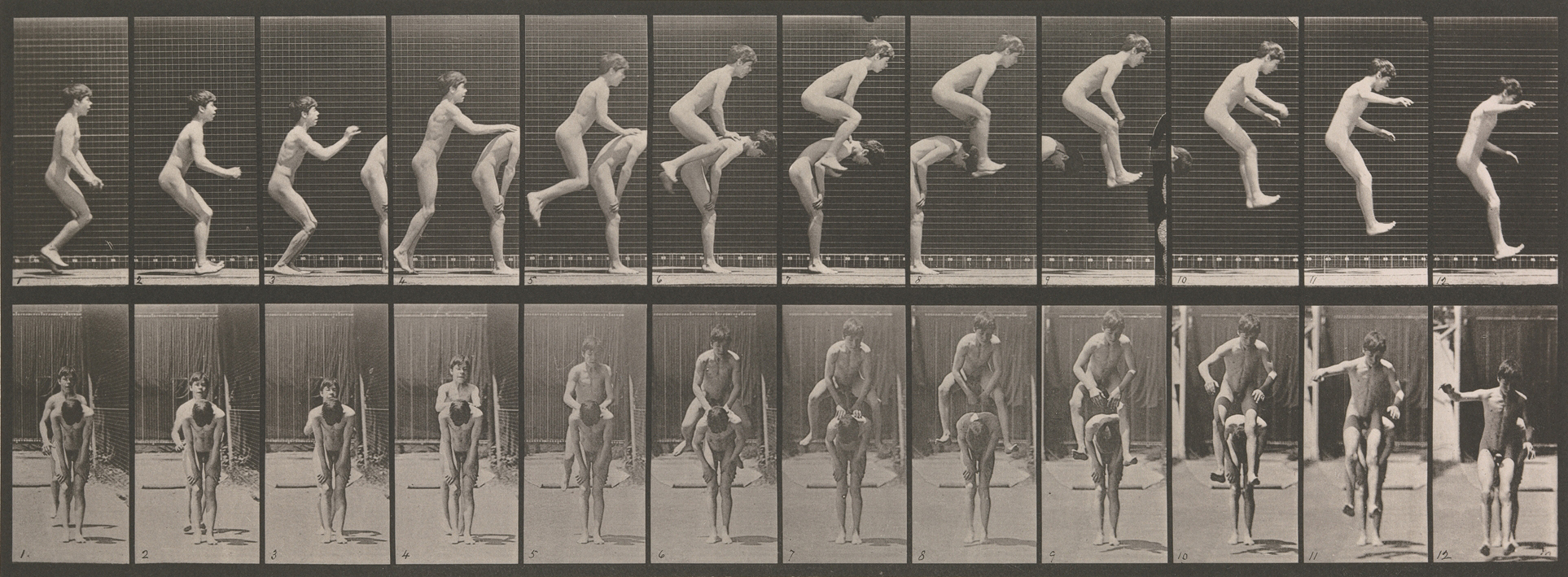
Mẫu gốc
Xem bên
Khung cảnh phía trước

Người phụ nữ khỏa thân mang một tách trà; một người khác lấy cốc và uống (1884–86, in 1887)
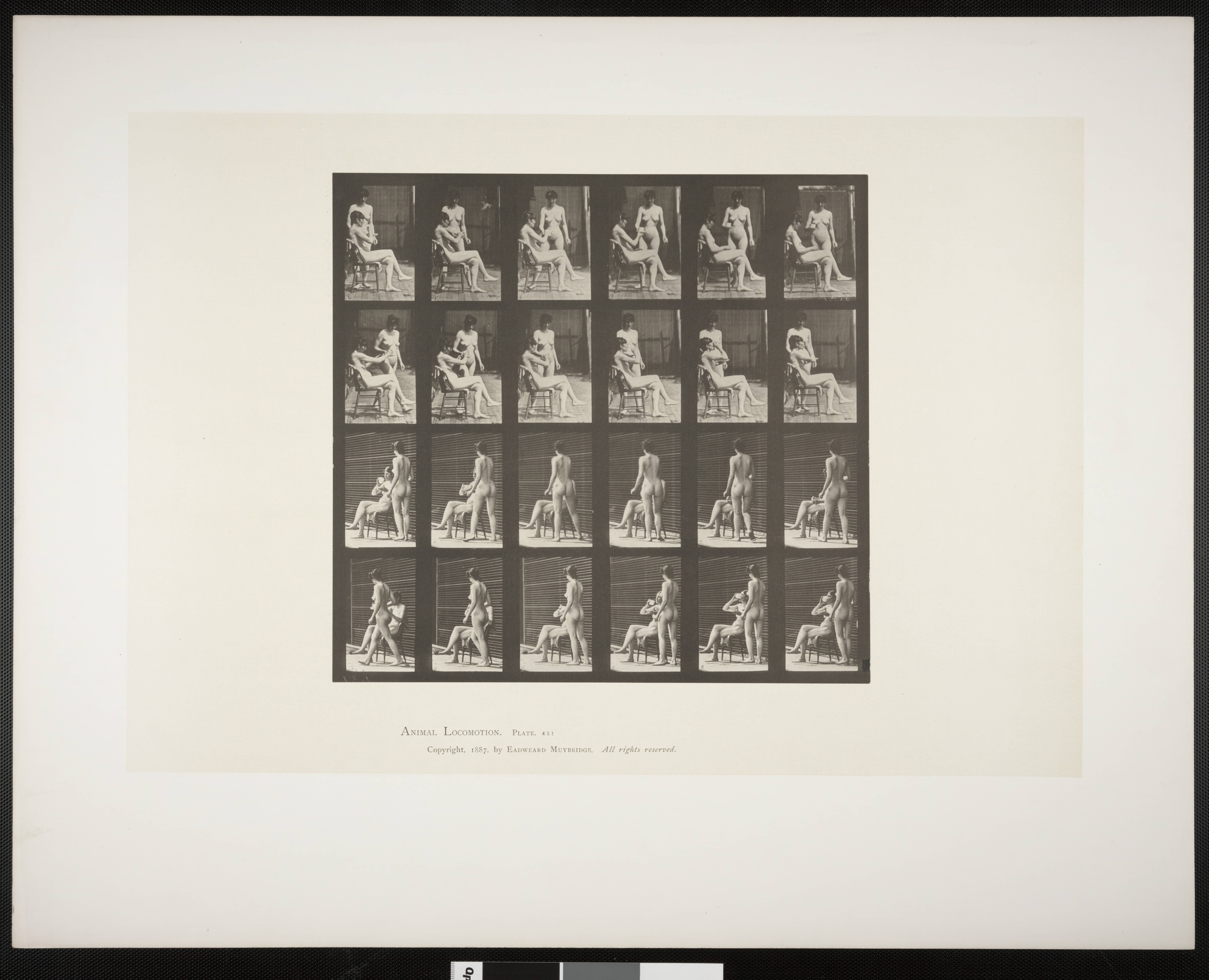
Mẫu gốc
Khung cảnh phía trước
Chế độ xem thay thế

Năm 1888, Đại học Pennsylvania đã tặng một album các bức ảnh của Muybridge, trong đó có các sinh viên và động vật ở Sở thú Philadelphia, cho quốc vương của Đế chế Ottoman, Abdul Hamid II, người rất quan tâm đến nhiếp ảnh. Món quà này có thể đã giúp đảm bảo quyền cho các cuộc khai quật mà các học giả từ Bảo tàng Khảo cổ học và Nhân chủng học của Đại học Pennsylvania sau này đã theo đuổi ở khu vực Ottoman của Mesopotamia (nay là Iraq), đặc biệt là tại địa điểm Nippur. Quốc vương Ottoman sau đó đã đáp lại, 5 năm sau, bằng cách gửi tặng Hoa Kỳ một bộ sưu tập các album ảnh có cảnh Ottoman: Thư viện Quốc hội Mỹ hiện đang lưu giữ những album này với tên gọi Bộ sưu tập Abdul Hamid II.
Học thuật gần đây đã ghi nhận rằng trong công việc sau này của mình, Muybridge đã chịu ảnh hưởng và lần lượt, ảnh hưởng của nhiếp ảnh gia người Pháp Étienne-Jules Marey. Năm 1881, Muybridge lần đầu tiên đến thăm xưởng vẽ của Marey ở Pháp và xem các nghiên cứu về stop-motion trước khi trở về Mỹ để tiếp tục công việc của mình trong cùng lĩnh vực. Marey là người tiên phong trong việc tạo ra những bức ảnh đa phơi sáng, liên tiếp bằng cách sử dụng cửa trập xoay trong cái gọi là máy ảnh "bánh xe Marey" của mình.
Trong khi những thành tựu khoa học của Marey trong lĩnh vực tim mạch và khí động học (cũng như các công trình tiên phong trong nhiếp ảnh và chụp ảnh thời gian) là không thể chối cãi, những nỗ lực của Muybridge lại ở một mức độ nào đó mang tính nghệ thuật hơn là khoa học. Như Muybridge giải thích, trong một số chuỗi được xuất bản của mình, ông đã thay thế các hình ảnh mà độ phơi sáng ban đầu không thành công, để minh họa một chuyển động đại diện (thay vì tạo ra một bản ghi khoa học nghiêm ngặt về một chuỗi cụ thể).
Ngày nay, những thiết lập tương tự của nhiều máy ảnh được hẹn giờ cẩn thận được sử dụng trong chụp ảnh hiệu ứng đặc biệt hiện đại, nhưng chúng có mục tiêu ngược lại là chụp các góc máy thay đổi, với rất ít hoặc không có chuyển động của đối tượng. Đây thường được gọi là nhiếp ảnh "bullet time".
Sau khi làm việc tại Đại học Pennsylvania, Muybridge đã đi du lịch rộng rãi và có nhiều bài giảng cũng như trình diễn về trình tự chụp ảnh tĩnh và ảnh chuyển động sơ khai của mình. Tại Triển lãm thế giới Columbian ở Chicago năm 1893, Muybridge đã trình bày một loạt bài giảng về "Khoa học về sự vận động của động vật" tại Zoopraxographical Hall, được xây dựng đặc biệt cho mục đích đó trong nhánh "Midway Plaisance" của triển lãm. Ông đã sử dụng kính zoopraxiscope của mình để hiển thị những bức ảnh chuyển động của mình cho công chúng trả tiền. Hội trường là tại rạp chiếu phim thương mại đầu tiên.:4 Ông cũng bán một loạt đĩa phenakistoscope lưu niệm để thể hiện các hình ảnh động đơn giản, sử dụng các hình ảnh màu sơn lấy từ các bức ảnh của mình.

Đĩa Phenakistoscope do Muybridge xuất bản (1893)
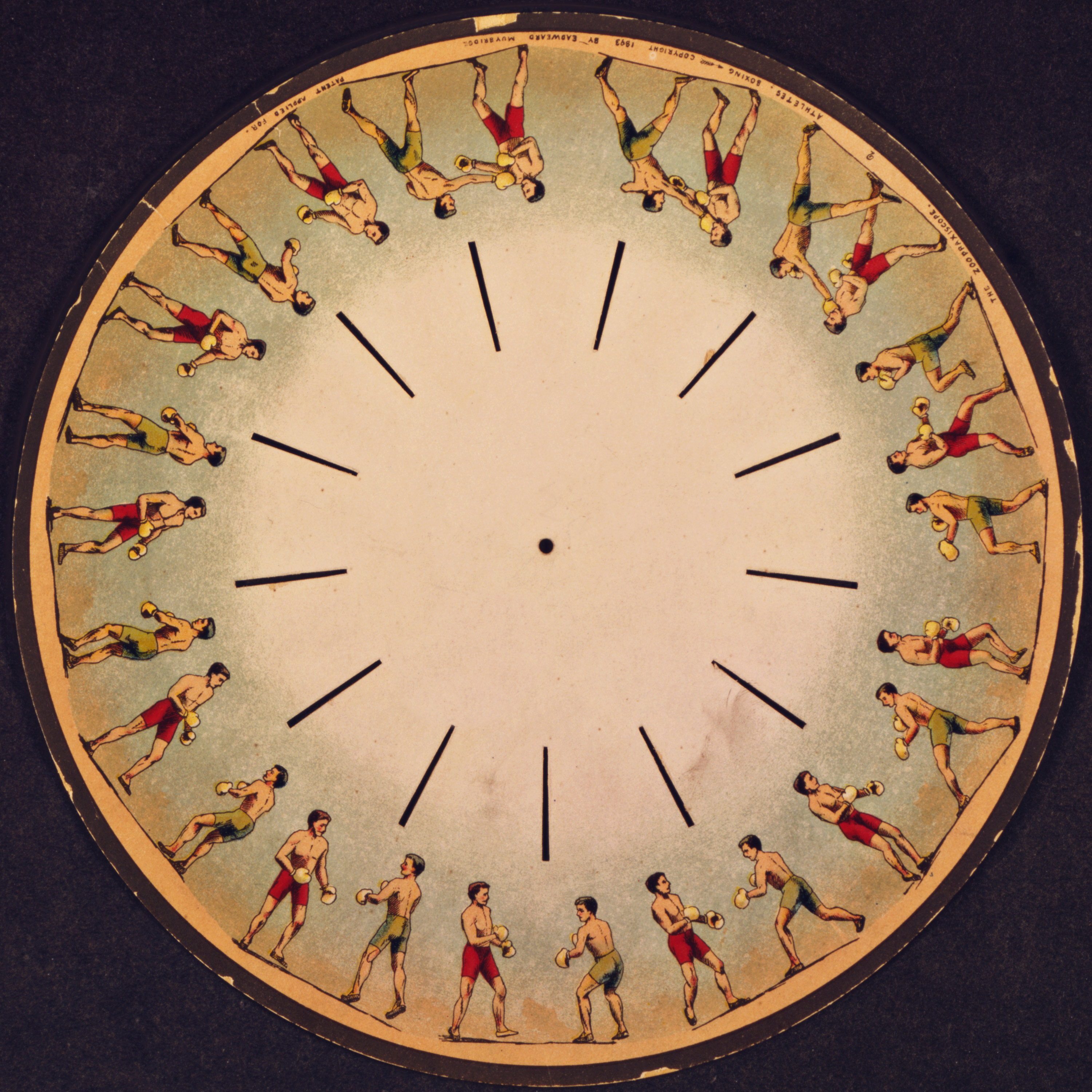
Vận động viên, Quyền anh
Quay đĩa
Chi tiết các hoạt ảnh được phản chiếu
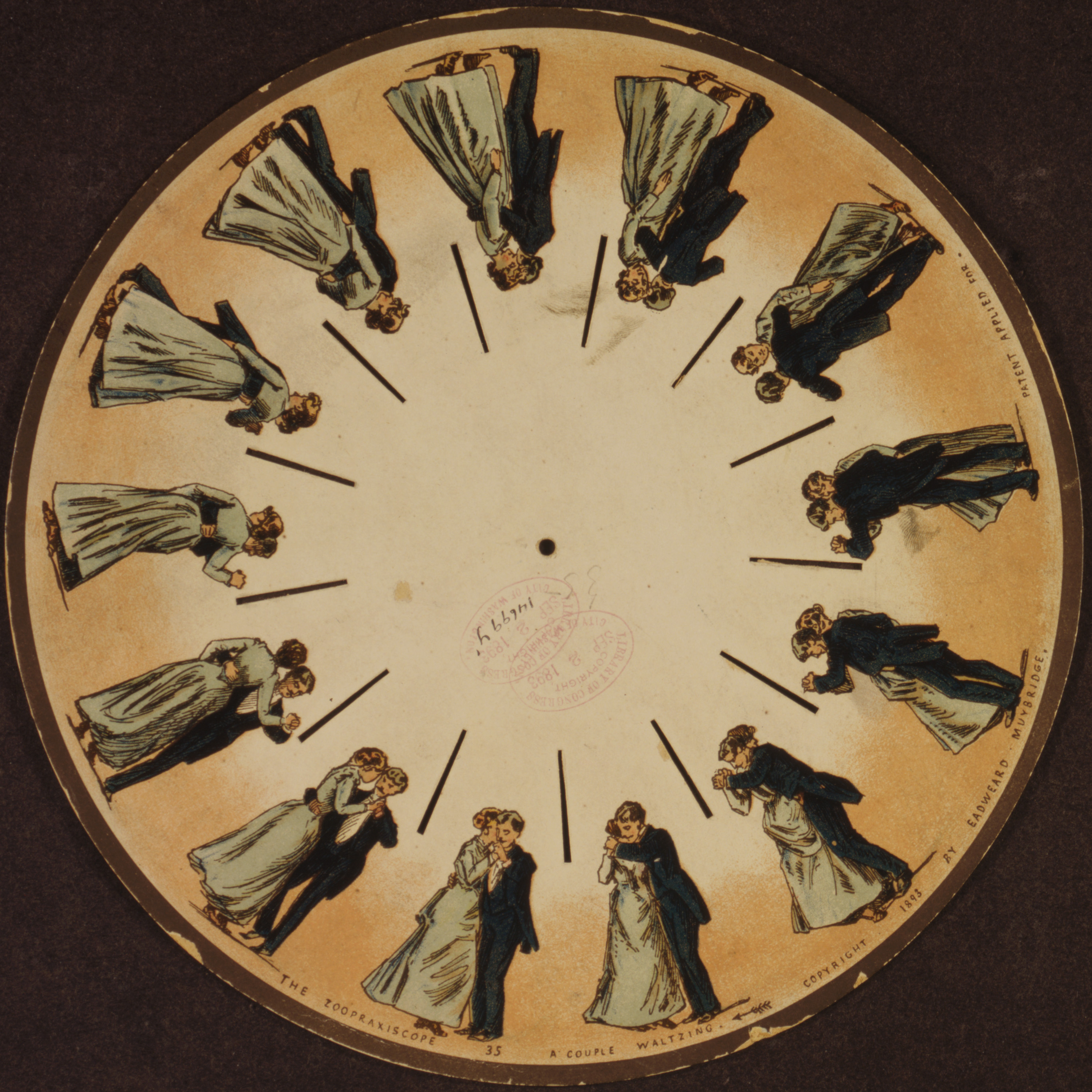
Một cặp đôi đang khiêu vũ
Quay đĩa
Chi tiết hoạt ảnh
Hoạt ảnh của chuỗi Muybridge gốc (1887)

## 1894–1904: Hưu trí và qua đời
Eadweard Muybridge trở về quê hương Anh vào năm 1894 và tiếp tục thuyết trình rộng rãi khắp Vương quốc Anh. Ông trở lại Hoa Kỳ một lần nữa, vào năm 1896–1897, để giải quyết các vấn đề tài chính và xử lý tài sản liên quan đến công việc của mình tại Đại học Pennsylvania. Ông giữ quyền kiểm soát các âm bản của mình, mà ông đã sử dụng để xuất bản hai cuốn sách nổi tiếng trong tác phẩm của mình, Animals in Motion (1899) và The Human Figure in Motion (1901), cả hai cuốn sách này vẫn được in hơn một thế kỷ sau đó.
Muybridge qua đời vào ngày 8 tháng 5 năm 1904 tại Kingston khi mắc bệnh ung thư tuyến tiền liệt tại nhà của người chị họ Catherine Smith. Người ta cho rằng vào thời điểm đó, ông đang khai quật một mô hình quy mô của Ngũ Đại Hồ tại Mỹ ở khu vườn sau nhà.  Thi thể của ông đã được hỏa táng, và tro của ông được chôn trong một ngôi mộ ở Woking tại Surrey. Trên bia mộ tên của ông bị viết sai chính tả thành "Eadweard Maybridge".
Năm 2004, một tấm bảng kỷ niệm của Viện phim Anh đã được lắp đặt trên bức tường bên ngoài của ngôi nhà Smith trước đây, tại Park View, Đường 2 Liverpool. Nhiều giấy tờ và hiện vật sưu tầm được của ông đã được tặng cho Thư viện Kingston, và hiện thuộc quyền sở hữu của Bảo tàng Kingston tại nơi ông sinh ra.

## Ảnh hưởng đến sau này
Theo một cuộc triển lãm tại Tate Britain, "Ảnh hưởng của ông đã thay đổi mãi mãi cách hiểu và cách giải thích của chúng ta về thế giới, và có thể được tìm thấy trong nhiều lĩnh vực đa dạng, từ bức tranh Nude Descending a Staircase của Marcel Duchamp và vô số tác phẩm của Francis Bacon, đến bộ phim bom tấn Ma trận và vở opera The Photographer của Philip Glass."
Năm 2010, họa sĩ người Mỹ Philip Pearlstein đã xuất bản một bài báo trên ARTnews cho thấy những ảnh hưởng mạnh mẽ đến tác phẩm của Muybridge và các bài giảng trước công chúng đối với các nghệ sĩ thế kỷ 20, bao gồm Degas, Rodin, Seurat, Duchamp và Eakins, trực tiếp hoặc thông qua các tác phẩm cùng thời của ông. người tiên phong nhiếp ảnh đồng nghiệp, Marey. Ông kết luận: "Tôi tin rằng cả Muybridge và Eakins—với tư cách là một nhiếp ảnh gia—đều nên được công nhận là một trong những nghệ sĩ có ảnh hưởng nhất đến những ý tưởng của nghệ thuật của thế kỷ 20, cùng với Cézanne, những người có bài học về tầm nhìn đứt gãy đã cung cấp cho các cơ sở kỹ thuật để đưa ra những ý tưởng với nhau."
- Étienne-Jules Marey – năm 1882 ông ghi lại loạt ảnh live-action đầu tiên bằng một máy ảnh duy nhất bằng phương pháp chụp ảnh thời gian; chịu ảnh hưởng và bị ảnh hưởng bởi công việc của Muybridge
- Thomas Eakins – Nghệ sĩ và giáo viên người Mỹ đã làm việc trực tiếp với Muybridge vào năm 1884, và sau đó tiếp tục các nghiên cứu chuyển động độc lập của riêng mình, kết hợp với các phát hiện vào tác phẩm nghệ thuật của mình
- William Dickson – được ghi nhận là người đã phát minh ra máy quay phim vào năm 1890
- Thomas Edison – phát triển và sở hữu bằng sáng chế cho máy ảnh chuyển động vào năm 1891
- Marcel Duchamp – nghệ sĩ, đã vẽ Nude Descending a Staircase, No. 2, lấy cảm hứng từ nhiếp ảnh đa phơi sáng vào năm 1912
- Harold Eugene Edgerton – k. 1930, Là người đi tiên phong trong lĩnh vực nhiếp ảnh và quay phim bằng kính nháy với tốc độ cao, sản xuất một bộ phim ngắn đoạt giải Oscar và nhiều cảnh nhiếp ảnh nổi bật
- Francis Bacon – người đã vẽ nhiều hình ảnh chồng lên nhau lấy cảm hứng từ các bức ảnh của Muybridge (1909–1992)
- Sol LeWitt – một nghệ sĩ người Mỹ hiện đại được truyền cảm hứng từ các cuộc điều tra hàng loạt của Muybridge, LeWitt đã tỏ rõ sự kính trọng đối với nhiếp ảnh gia trong Muybridge I và II (1964)
- Diller Scofidio + Renfro – EJM 1:Man Walking at Ordinary Speed và EJM2:Interia (1998), một tác phẩm múa đa phương tiện gồm hai phần của Charleroi/Danses và Ballet Opera of Lyon, được lấy cảm hứng từ các thí nghiệm nhiếp ảnh chuyển động của hai nhà khoa học-nhiếp ảnh gia: Eadweard Muybridge và Étienne-Jules Marey[95]
- John Gaeta – đã sử dụng các nguyên tắc của nhiếp ảnh Muybridge để tạo ra kỹ thuật quay chậm bullet time trong bộ phim Ma trận năm 1999.[96]
- Steven Pippin – vào năm 1999, người được gọi là Nghệ sĩ trẻ người Anh, người đã chuyển đổi một dãy máy giặt của một tiệm giặt thành máy quay liên tiếp theo phong cách của Muybridge
- Wayne McGregor –vào năm 2011, biên đạo múa người Anh đã hợp tác với nhà soạn nhạc Mark-Anthony Turnage và nghệ sĩ Mark Wallinger trong một tác phẩm mang tên Undance, lấy cảm hứng từ "động từ hành động" của Muybridge[97]

## Triển lãm và bộ sưu tập

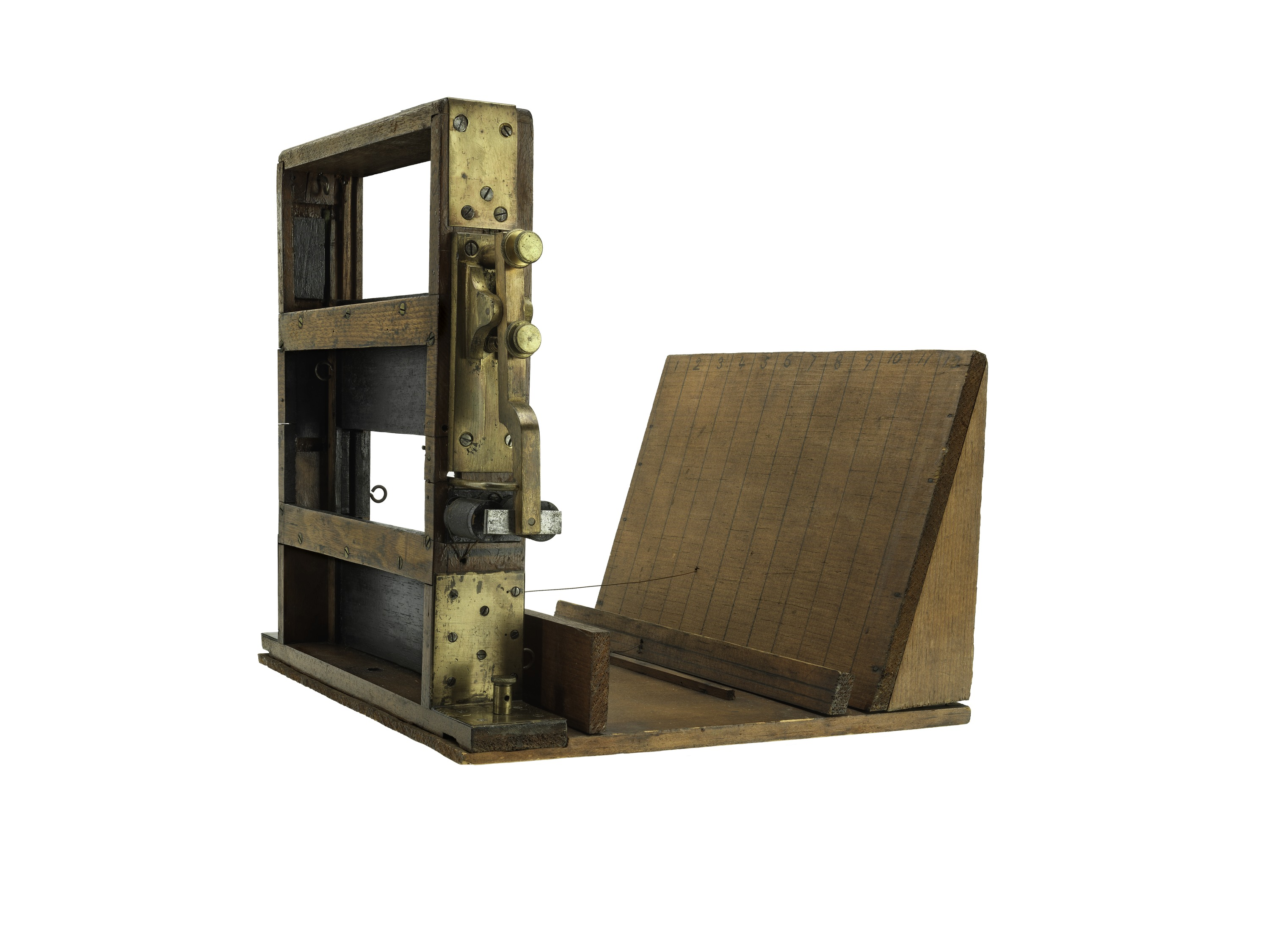
Mô hình bằng sáng chế của một trong những cỗ máy của Muybridge để chụp ảnh các vật thể đang chuyển động, năm 1879

Muybridge đã để lại một loạt thiết bị của mình cho Bảo tàng Kingston ở Greater London. Bao gồm cả đèn lồng trượt hai năm ban đầu của ông, một máy chiếu kính zoopraxiscope, hơn 2.000 slide đèn lồng ma thuật bằng thủy tinh và 67 đĩa kính zoopraxiscope. Cơ quan Lưu trữ Đại học Pennsylvania ở Philadelphia, Pennsylvania, có một bộ sưu tập lớn các bức ảnh, thiết bị và thư từ của Muybridge. Trong số những đồ tạo tác này có 740 trong số 781 bản âm bản gốc bằng thủy tinh được sử dụng để xuất bản ấn bản kiệt tác của ông.
Bảo tàng Nghệ thuật Philadelphia cũng lưu giữ một bộ sưu tập lớn các tài liệu Muybridge, bao gồm hàng trăm bản in mẫu, chất kết dính gelatin, mặt kính đĩa thủy tinh, thẻ phenakistoscope và thiết bị máy ảnh, tổng cộng chỉ có dưới 800 vật thể. Các Thư viện của Đại học Stanford và Trung tâm Nghệ thuật Thị giác Iris & B. Gerald Cantor tại Đại học Stanford cũng duy trì một bộ sưu tập lớn các bức ảnh của Muybridge, âm bản tấm kính và một số thiết bị bao gồm cả một kính zoopraxiscope đang hoạt động.
Năm 1991, Phòng trưng bày Nghệ thuật Hoa Kỳ Addison tại Học viện Phillips ở Andover, Massachusetts, đã tổ chức một cuộc triển lãm lớn về tác phẩm của Muybridge, cùng với các tác phẩm của nhiều nghệ sĩ khác đã chịu ảnh hưởng của ông. Buổi biểu diễn sau đó đã đi đến các địa điểm khác và một cuốn sách danh mục triển lãm dài cũng đã được xuất bản. Phòng trưng bày Addison cũng có những tác phẩm nhiếp ảnh đáng kể của Muybridge.
Năm 1993, Trung tâm Kiến trúc Canada giới thiệu triển lãm Eadweard Muybridge và Bức ảnh Toàn cảnh San Francisco, 1850-1880.
Vào năm 2000–2001, Viện Smithsonian của Bảo tàng Lịch sử Quốc gia Hoa Kỳ đã giới thiệu triển lãm Khung hình đóng băng:Nhiếp ảnh chuyển động của Eadweard Muybridge, cùng với một triển lãm ảo trực tuyến.
Từ ngày 10 tháng 4 đến ngày 18 tháng 7 năm 2010, Phòng trưng bày Nghệ thuật Corcoran ở Washington, DC, đã tổ chức một cuộc hồi tưởng lớn về tác phẩm của Muybridge mang tên Helios: Eadweard Muybridge trong thời gian thay đổi. Triển lãm đã nhận được đánh giá tích cực từ các ấn phẩm lớn bao gồm The New York Times. Triển lãm đã diễn ra vào mùa thu năm 2010 đến Tate Britain, Millbank, Luân Đôn, và cũng xuất hiện tại Bảo tàng Nghệ thuật Hiện đại San Francisco (SFMOMA).
Một cuộc triển lãm các vật phẩm quan trọng được Muybridge để lại cho nơi sinh của ông ở Kingston upon Thames, mang tên Cuộc cách mạng Muybridge, đã khai mạc tại Bảo tàng Kingston vào ngày 18 tháng 9 năm 2010 (đúng một thế kỷ kể từ cuộc triển lãm Muybridge đầu tiên tại Bảo tàng) và kéo dài đến ngày 12 tháng 2 năm 2011. Bộ sưu tập đầy đủ được giữ bởi Bảo tàng và Lưu trữ.

## Kế thừa và đại diện trên các phương tiện khác

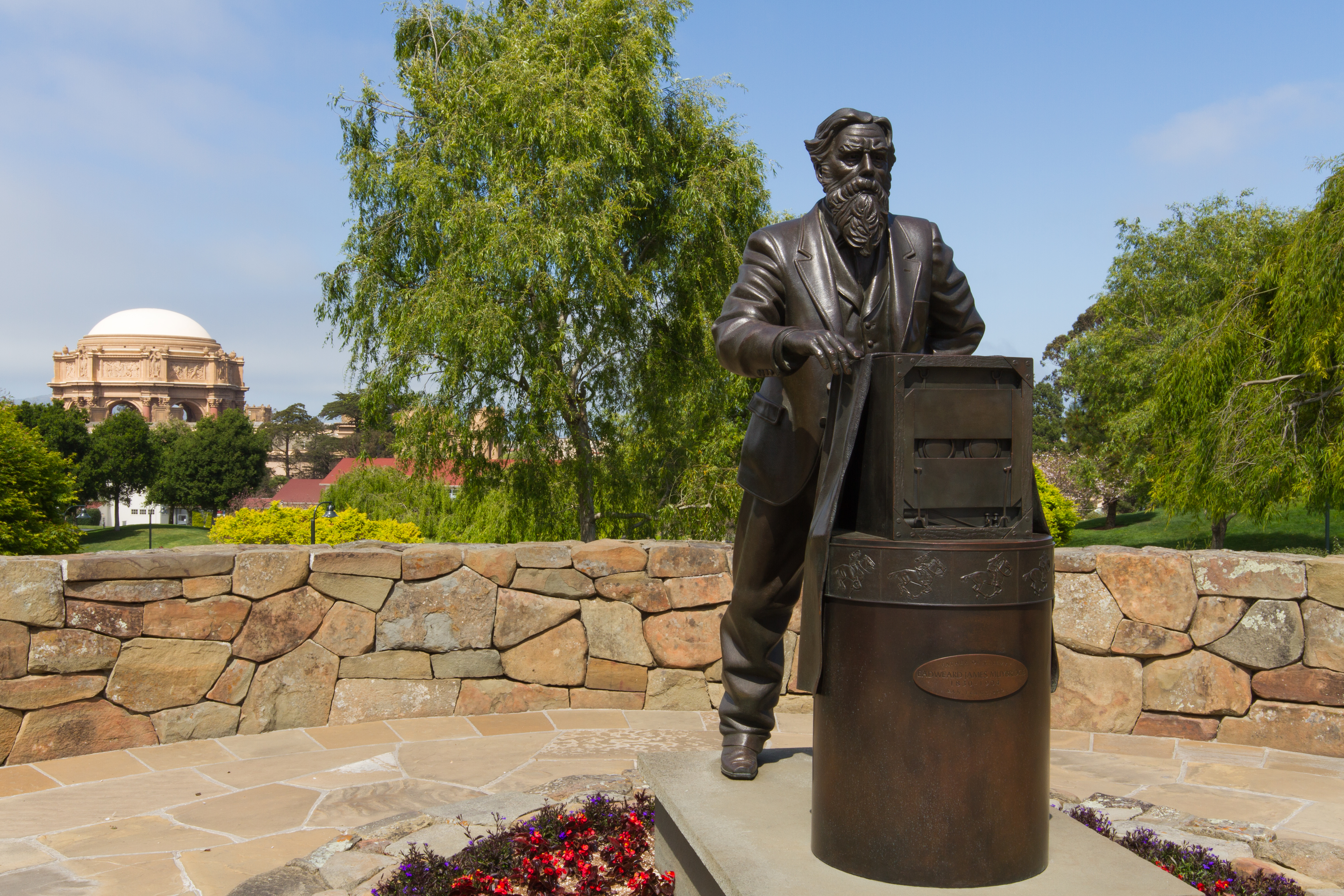
Bức tượng Eadweard Muybridge tại Trung tâm Nghệ thuật Kỹ thuật số Letterman ở Presidio của San Francisco

Ảnh hưởng của Muybridge đã mở rộng ra nhiều nghệ sĩ và hơn thế nữa, bao gồm chuyên gia hiệu quả Frank Gilbreth, doanh nhân Walt Disney, nhà hóa học đoạt giải Nobel Ahmed Zewail và Hiệp hội Cơ sinh học Quốc tế.
- Khuôn viên chính của Đại học Kingston có một tòa nhà được đặt theo tên Muybridge.[111]
- Nhiều bức ảnh của Muybridge đã được xuất bản từ những năm 1950 dưới dạng sách tham khảo của các nghệ sĩ. Các họa sĩ hoạt hình thường sử dụng ảnh của ông làm tài liệu tham khảo khi vẽ các nhân vật của họ chuyển động.[84][112][113]
- Trong bộ phim truyền hình năm 1964 do Ronald Reagan dẫn chương trình, Death Valley Days, Hedley Mattingly được chọn vào vai Muybridge trong tập phim "The 25,000 USD Wager". Trong mạch truyện, Muybridge phát minh ra kính soi động vật cho người bảo trợ của mình, cựu Thống đốc Leland Stanford (Harry Holcombe), một chủ sở hữu ngựa đua. Nhiệm vụ của Muybridge là sử dụng nhiều camera để xác định xem cả bốn vó ngựa có chệch khỏi mặt đất trong thời gian ngắn khi đang chạy nước kiệu hay không. Diane Brewster được chọn vào vai vợ của Muybridge, cựu Flora Stone, kém anh 21 tuổi (nửa tuổi).[114]
- Jim Morrison đề cập đến Muybridge trong cuốn sách thơ The Lords (1969) của ông, gợi ý rằng "Muybridge lấy đề tài động vật của mình từ Vườn thú Philadelphia, các nam nghệ sĩ biểu diễn từ trường Đại học".[115]
- Nhà làm phim Thom Andersen đã thực hiện một bộ phim tài liệu năm 1974 với tựa đề Eadweard Muybridge, Zoopraxographer, mô tả cuộc đời và công việc của ông.
- Vở opera The Photographer (1982) của nhà soạn nhạc Philip Glass dựa trên phiên tòa xét xử vụ giết người của Muybridge, với một lời nhạc kịch bao gồm văn bản từ bản ghi của tòa án.
- Hình ảnh của ông được trình chiếu trong một bộ phim dài 42 phút do đạo diễn người Ý Paolo Gioli thực hiện năm 1984, có tên "Kẻ giết người khỏa thân" (tiếng Ý: L'assassino nudo).[cần dẫn nguồn]
- Muybridge là nhân vật trung tâm trong cuốn tiểu thuyết Reuben năm 1987 của John Edgar Wideman.
- Tác phẩm của Muybridge nổi bật trong câu chuyện kinh dị Lovecraftian của Laird Barron, "Hand of Glory".
- Từ năm 1991, công ty Optical Toys đã xuất bản các chuỗi Muybridge dưới dạng phim sách lật.
- Năm 1993, video âm nhạc cho U2 "Lemon", do Mark Neale làm đạo diễn, được quay bằng màu đen trắng với phông nền giống như lưới điện để tưởng nhớ Eadweard Muybridge.[116]
- Vở kịch Studies in Motion: The Hauntings of Eadweard Muybridge (2006) là sự hợp tác sản xuất giữa Nhà hát Công ty Điện lực Vancouver và Nhà hát Đại học British Columbia. Trong khi pha trộn giữa hư cấu với thực tế, nó truyền tải nỗi ám ảnh của Muybridge về việc lập danh mục chuyển động của động vật. Tác phẩm bắt đầu lưu diễn vào năm 2010. Năm 2015, phim sẽ được chuyển thể thành phim truyện.
- Nhà thơ Canada Rob Winger đã viết Muybridge's Horse: A Poem in Three Phases (2007). Bài thơ dài đã giành được Giải thưởng Văn học CBC về Thơ và được đề cử cho Giải thưởng Văn học của Toàn quyền, Giải thưởng Sách Trillium về Thơ, và Giải thưởng Sách Ottawa. Nó thể hiện cuộc đời và những ám ảnh của ông theo phong cách "thơ - ảnh".
- Một bộ phim tài liệu dài 17 phút về Muybridge, do Juho Gartz đạo diễn, được thực hiện vào năm 2007 và được trao giải "Phim tài liệu hay nhất" trong Liên hoan phim "Kettupäivät" ở Liên hoan phim Helsinki tại năm sau.[117]
- Để đồng hành cùng triển lãm Tate 2010, BBC đã thực hiện một chương trình truyền hình, "Thế giới kỳ lạ của Eadweard Muybridge", như một phần của Imagine, loạt phim nghệ thuật do Alan Yentob trình bày.[118]
- Một bộ phim hoạt hình ngắn có tựa đề Muybridge's Strings của Yamamura Kōji được phát hành vào năm 2011.[119]
- Vào ngày 9 tháng 4 năm 2012, kỷ niệm 182 năm ngày sinh của ông, Google Doodle đã vinh danh Muybridge bằng một hình ảnh động dựa trên các bức ảnh của con ngựa đang chuyển động.[120]
- Biên kịch Josh Epstein và đạo diễn Kyle Rideout đã thực hiện bộ phim điện ảnh năm 2015 mang tên Eadweard, với sự tham gia của Michael Eklund và Sara Canning. Bộ phim kể câu chuyện về các thí nghiệm chuyển động của Muybridge, phản ứng của xã hội đối với đạo đức của việc chụp ảnh khỏa thân khi chuyển động, làm việc với bệnh nhân viện điều dưỡng, và cái chết (hư cấu) trong một cuộc đấu tay đôi.[121]
- Muybridge xuất hiện như một nhân vật trong cuốn tiểu thuyết năm 2012 của Brian Catling, The Vorrh, nơi các sự kiện từ cuộc đời ông được pha trộn vào câu chuyện tưởng tượng.
- Công ty nhà hát Séc Laterna Magikas sau đó đã giới thiệu một vở kịch gốc dựa trên cuộc đời của Muybridge vào năm 2014.[122] Vở kịch theo sau cuộc đời của ông và kết hợp với khiêu vũ và lời nói với đa phương tiện được tạo ra từ các tác phẩm của Muybridge.
- Năm khung hình mô tả Annie G, một con ngựa do Muybridge chụp, được mã hóa trong DNA của vi khuẩn bằng công nghệ di truyền CRISPR vào năm 2017, 90% trong số đó được chứng minh là có thể phục hồi được.[123]
- Trong cuốn sách River of Shadows của cô ấy,[124] Rebecca Solnit kể câu chuyện của Muybridge trong cuộc khám phá những gì về California thế kỷ 19 đã giúp nó trở thành một trung tâm đổi mới văn hóa và công nghệ.
- Trong loạt phim truyền hình Bull năm 2016, nhân vật chính, Michael Weatherly, có hai chuỗi ảnh được đóng khung của Muybridge trên tường văn phòng của anh.[cần dẫn nguồn]
- Exposing Muybridge (2021) là một bộ phim tài liệu tiểu sử đặc biệt làm nổi bật việc sử dụng các thao tác hình ảnh và "sự thật nhiếp ảnh" của Muybridge trong suốt sự nghiệp của mình.[60][125]
- The First Film tham khảo Muybridge trong cuộc thảo luận về điện ảnh sơ khai dẫn đến tác phẩm của Louis Le Prince

## Nguồn

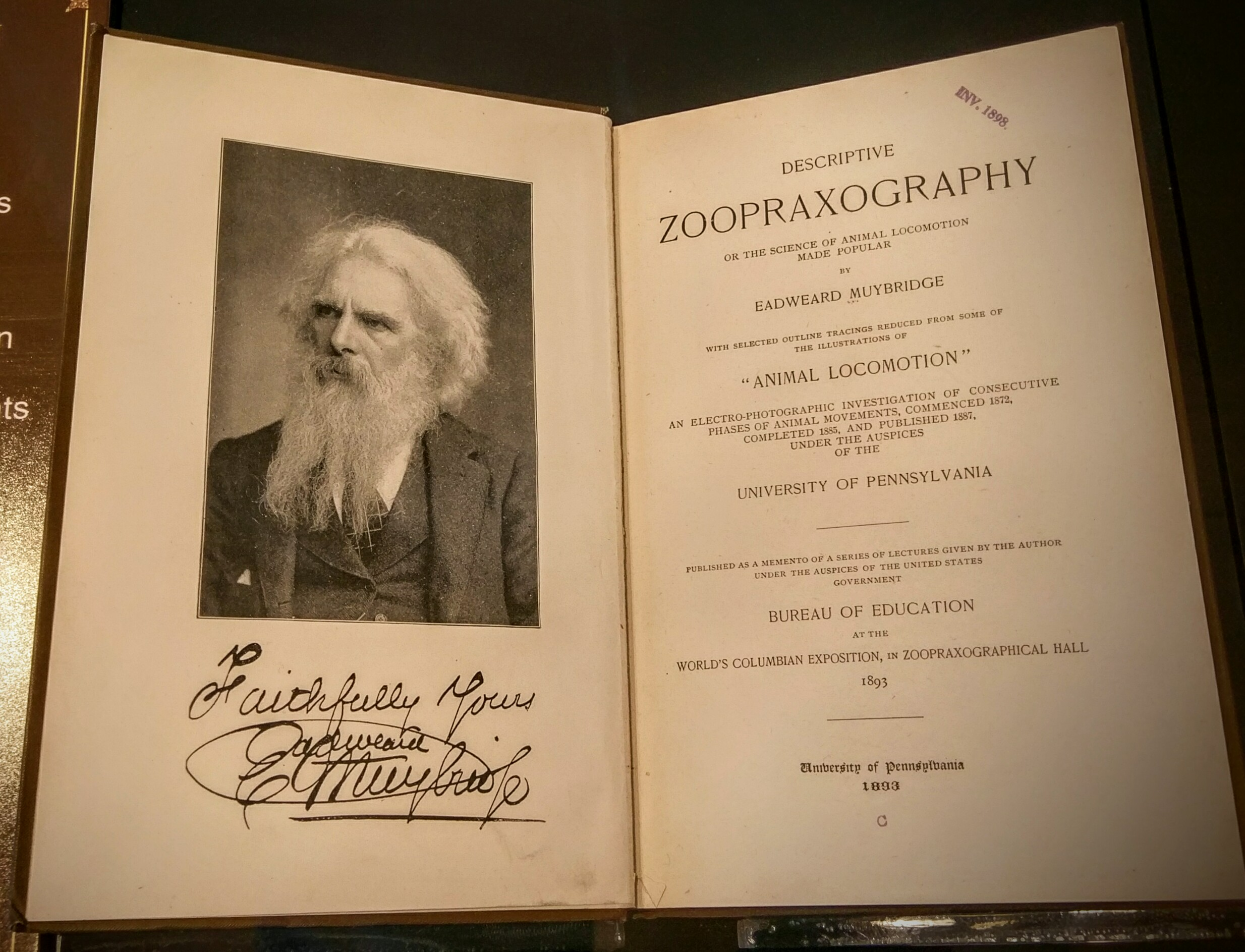
Trang tiêu đề trong ấn bản đầu tiên của Descriptive Zoopraxography